# Locronan
Locronan [lɔkʁɔnɑ̃] (Lokorn [lo'kɔʁn] en breton) est une commune française, située dans le département du Finistère en région Bretagne et fait désormais partie de la communauté de communes Quimper Bretagne occidentale.
Le patrimoine architectural de Locronan, qui a été préservé, a permis au village d'être membre du réseau des Petites Cités de Caractère. Locronan est aussi aujourd'hui gratifié du label des plus beaux villages de France, décerné par une association indépendante visant à promouvoir les atouts touristiques de petites communes françaises riches d'un patrimoine de qualité. Autour de l'église, les toits du village sont des œuvres d'art. Le village a conservé une place centrale pavée ornée d'un puits, la vaste église Saint-Ronan, des maisons Renaissance en granite avec des toits couverts en ardoise typiques de la région.

## Géographie

### Localisation
Locronan fait partie traditionnellement du pays Glazik, mais située dans le Porzay, sur le flanc nord-ouest de la montagne de Locronan, elle est enserrée entre deux massifs forestiers : à l'est, recouvrant presque entièrement la montagne de Locronan, le bois du Duc, situé sur le territoire de la commune de Quéménéven et à l'ouest, en contrebas de la bourgade, la forêt de Névet, fréquentée jadis par saint Ronan et le roi Gradlon, située sur le territoire de la commune du Kerlaz ; les deux ne formaient originellement qu'un seul massif forestier désigné sous le nom de Névet.
La montagne de Locronan (Menez Lokorn en breton) avec ses 285 mètres d'altitude est l'un des points les plus élevés du massif des montagnes Noires qu'elle termine à l'ouest, même si géologiquement elle n'en fait pas partie. Locronan est située entre le plateau de Kerlaz à l'ouest s'abaissant de 130 à 60 m vers la baie de Douarnenez qu'il domine en falaises de l'anse du Ry à la pointe d'Ar Grabineg, et la haute saillie du Menez Lokorn à l'est, au pied duquel l'agglomération s'est développée.
Le bourg est situé à 145 mètres d'altitude, mais les dénivelés sont assez importants au sein du finage communal, allant de 286 m pour le point le plus haut, situé dans la montagne du Prieuré, prolongement ouest de la montagne de Locronan, à l'est du territoire communal, au lieu-dit Plas ar Horn, à proximité de la chapelle Ar Sonj, et de la forêt du Duc et 38 mètres dans la vallée du ruisseau du Styvel au sud-ouest, lequel prend sa source en plein milieu du territoire communal et est un affluent du Lapic, tout petit fleuve côtier qui se jette dans l'océan Atlantique au sud de la plage de Sainte-Anne-la-Palud.
| - Carte topographique de la commune de Locronan. |

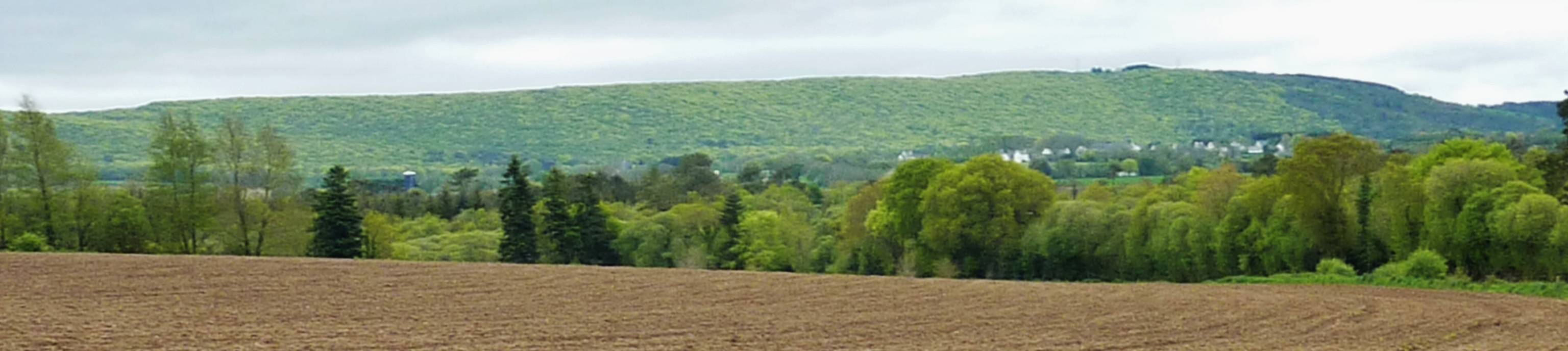
La montagne de Locronan vue depuis la route entre Cast et Kergoat.
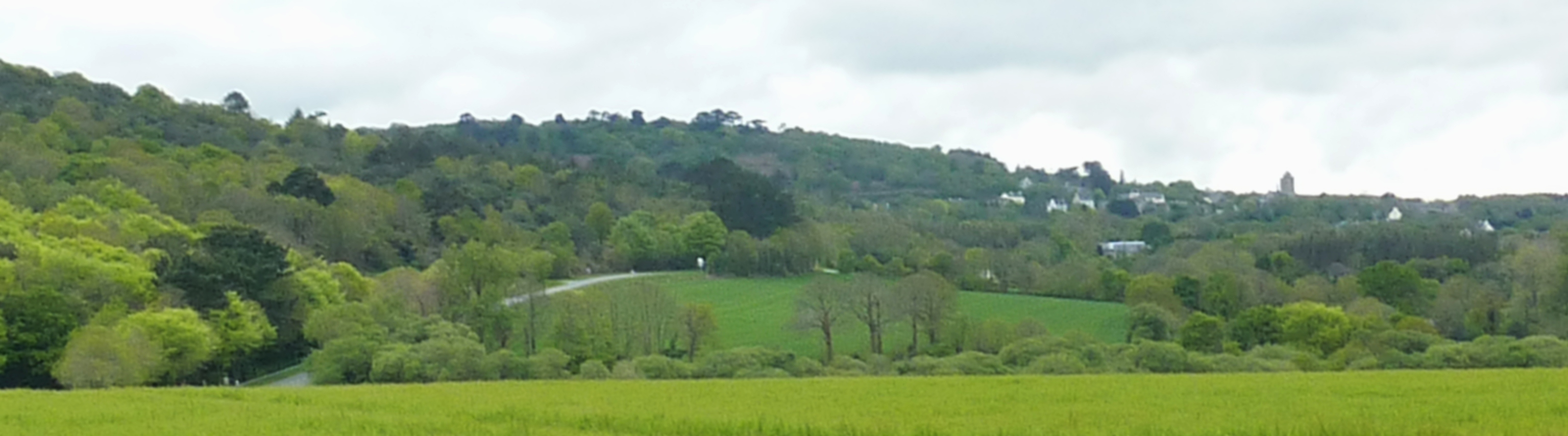
La montagne de Locronan et le hameau de Kergoat.
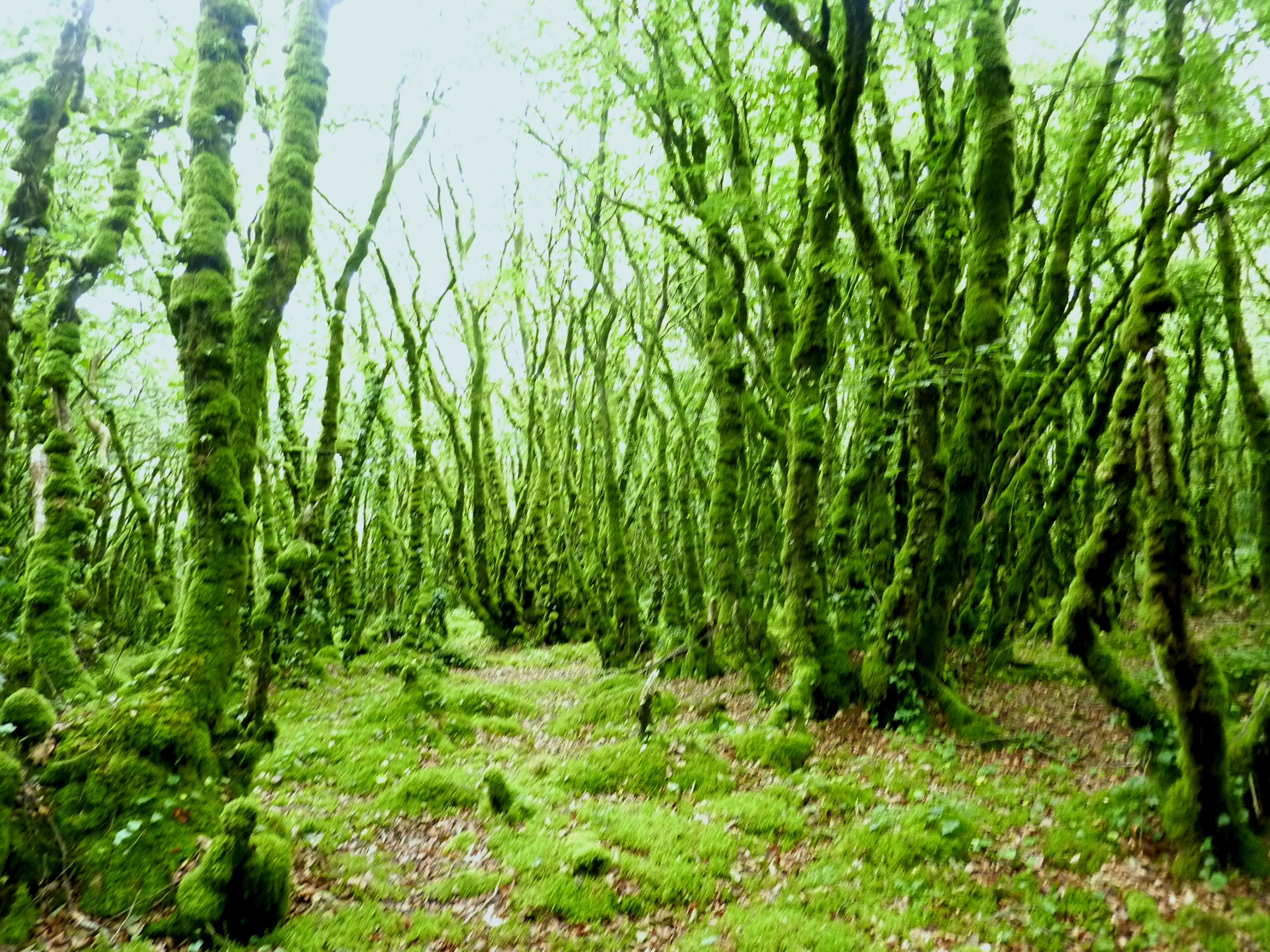
La forêt du Duc, une forêt moussue.
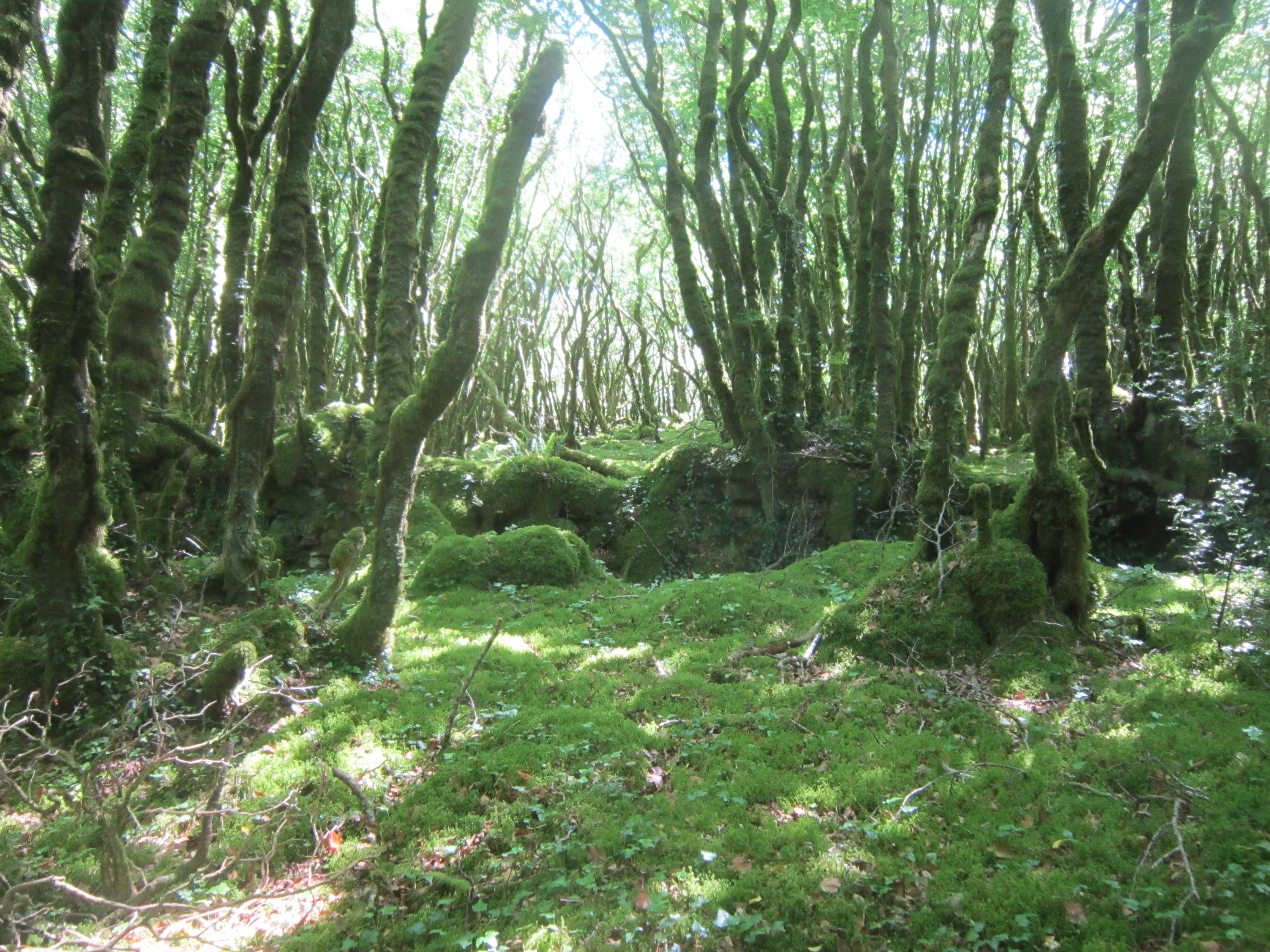
La forêt du Duc, une forêt moussue.

#### Communes limitrophes
La localité est à 15 km à l'ouest de Quimper et à 5 km de la mer (océan Atlantique, baie de Douarnenez, plage de Kervel qui fait partie de la commune de Plonévez-Porzay).
Le territoire de la commune est limitrophe de ceux de quatre communes.
Les communes limitrophes sont Plogonnec, Plonévez-Porzay, Quéménéven et Kerlaz.
Le lieu-dit Plas Ar Horn, au sommet de la montagne du Prieuré, à laquelle est adossé Locronan, offre un large panorama de la plaine du Porzay, du Ménez-Hom et de la baie de Douarnenez dans son ensemble.

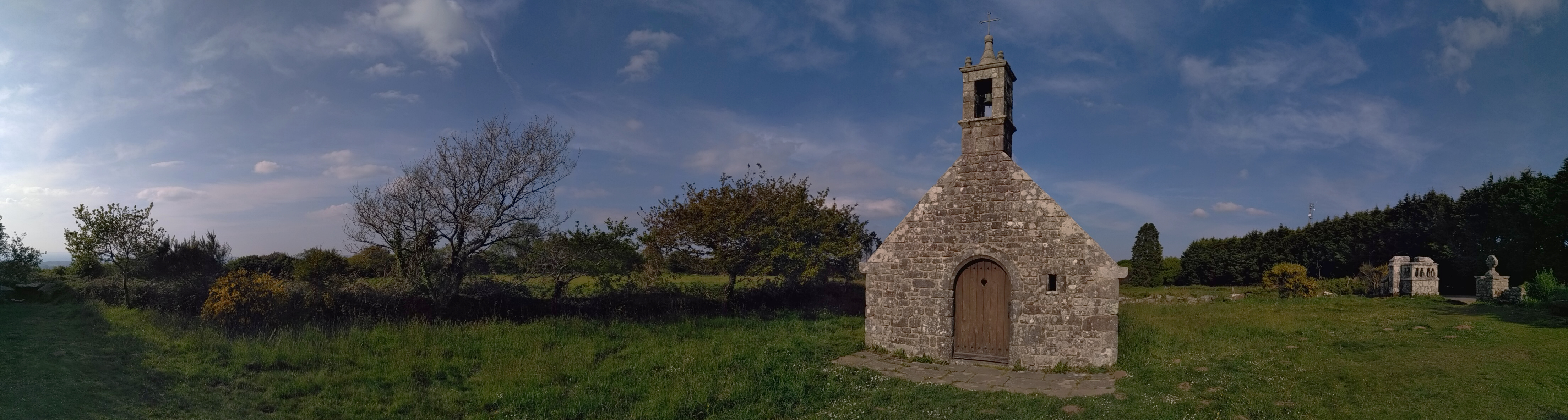
Vue de la chapelle ar Sonj, dite « du Souvenir » (1912) et la chaire à prêcher extérieure (1887).

### Géologie et relief
Pour un article plus général, voir géologie de la France.

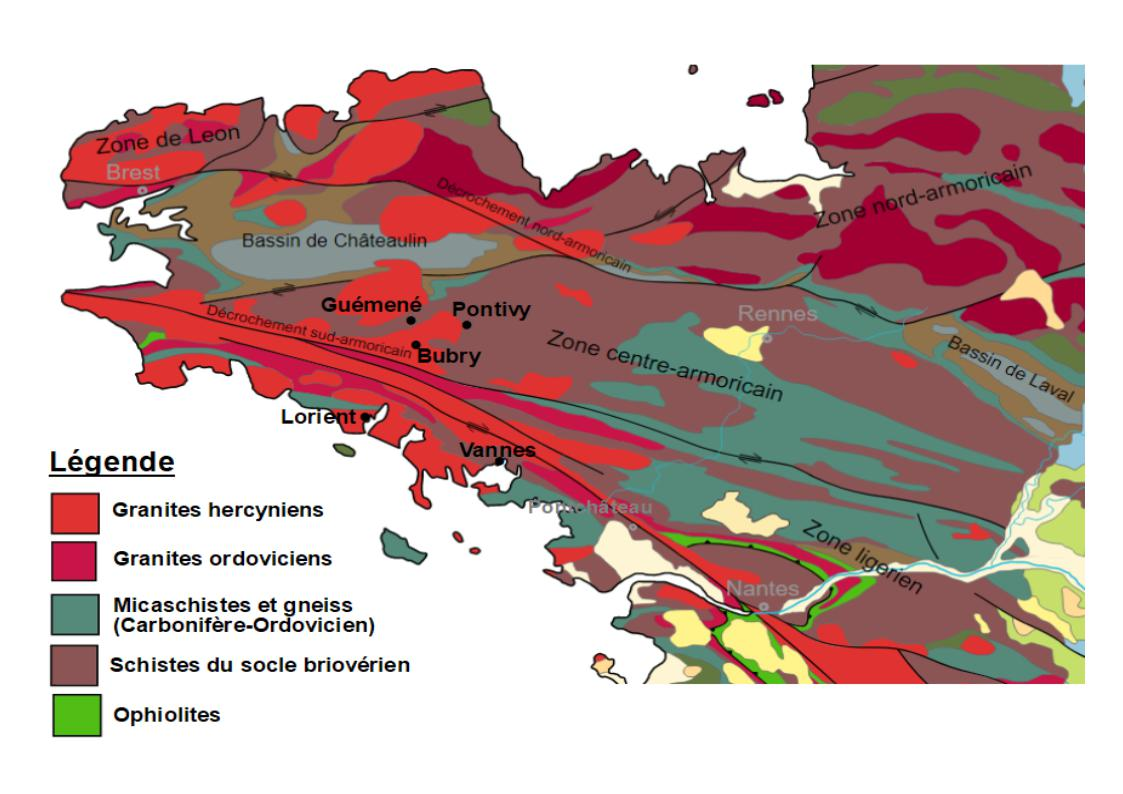
Carte géologique : le leucogranite de Locronan fait partie du massif de Locronan.

Le territoire de Locronan appartient à l'une des grandes unités géologiques de la péninsule bretonne, le domaine centre armoricain. Sur un socle briovérien affleurant largement au nord de Locronan, au niveau d'un vaste pli anticlinal de Porzay à la baie de Douarnenez, s'est formée une couverture sédimentaire paléozoïque, représentée principalement par les grès et quartzites de la crête du Ménez Hom. L'ensemble, socle et couverture, est plissé lors de l'orogenèse varisque (dite aussi hercynienne) entre 350 et 290 Ma. La collision continentale au cours de cette orogenèse se traduit par un métamorphisme général de basse-moyenne pression, formant les micaschistes du Ry dans la partie méridionale du domaine centre armoricain. Elle se traduit aussi par le Cisaillement Sud Armoricain, grand accident crustal (décrochement dont le rejet horizontal atteindrait 500 km et qui affecterait toute l'épaisseur de la croûte continentale, soit 30 à 35 km) formant un couloir de failles hercyniennes (série de failles courant de la pointe du Raz à la Loire), en partie relique de la suture de l'océan sud-armoricain. Elle se traduit enfin, par la mise en place de nombreux leucogranites crustaux en lobe selon cet axe partant de la Pointe du Raz et allant jusqu'à Lizio près des Landes de Lanvaux. Ces intrusions granitiques, concomitamment à ce décrochement, suggèrent que ce dernier a favorisé la génération de magmas en profondeur et la granitisation. Le pluton de Locronan a développé un métamorphisme de contact formant une marge de 1 à 2 km de large en bordure du granite, de la pointe d'Ar Grabineg à Quéménéven, et qui se traduit par des micaschistes à l'aspect grumeleux contenant des silicates de métamorphisme (staurotides).
Le pluton de Locronan forme un massif, en forme de lobe, de 12 × 3 km environ, orienté WSW-ENE. Il est appelé localement la « montagne de Locronan ». Au sud de cette hauteur et des montagnes Noires, les plateaux de Cornouaille également granitiques s'abaissent lentement vers le pays de Quimper.
Le leucogranite de Locronan est une roche homogène, peu ou pas orientée, à grain moyen, de teinte gris clair à jaune-beige, quand elle est altérée. Elle présente une texture grenue et une paragenèse granitique à quartz à tendance globuleuse, deux feldspaths (potassique perthitique et plagioclase oligoclase, xénomorphes ou en petits cristaux prismatiques, en proportions équivalentes), deux micas (biotite et muscovite). Les carrières ouvertes dans cette roche ont fourni de belles pierres de taille largement utilisées pour la construction des édifices religieux, mais la plupart de ces carrières sont abandonnées.
Une mine d'or aurait été exploitée jadis à Névet au sud-ouest de Locronan ; des pépites d'or étaient trouvées dans la rivière du Névet. Une fonderie d'or remontant au haut Moyen Âge a été mise en évidence au pied même de la montagne de Locronan.

### Hydrographie
Pour un article plus général, voir Réseau hydrographique du Finistère.
La commune est située dans le bassin Loire-Bretagne. Elle est drainée par divers petits cours d'eau,.

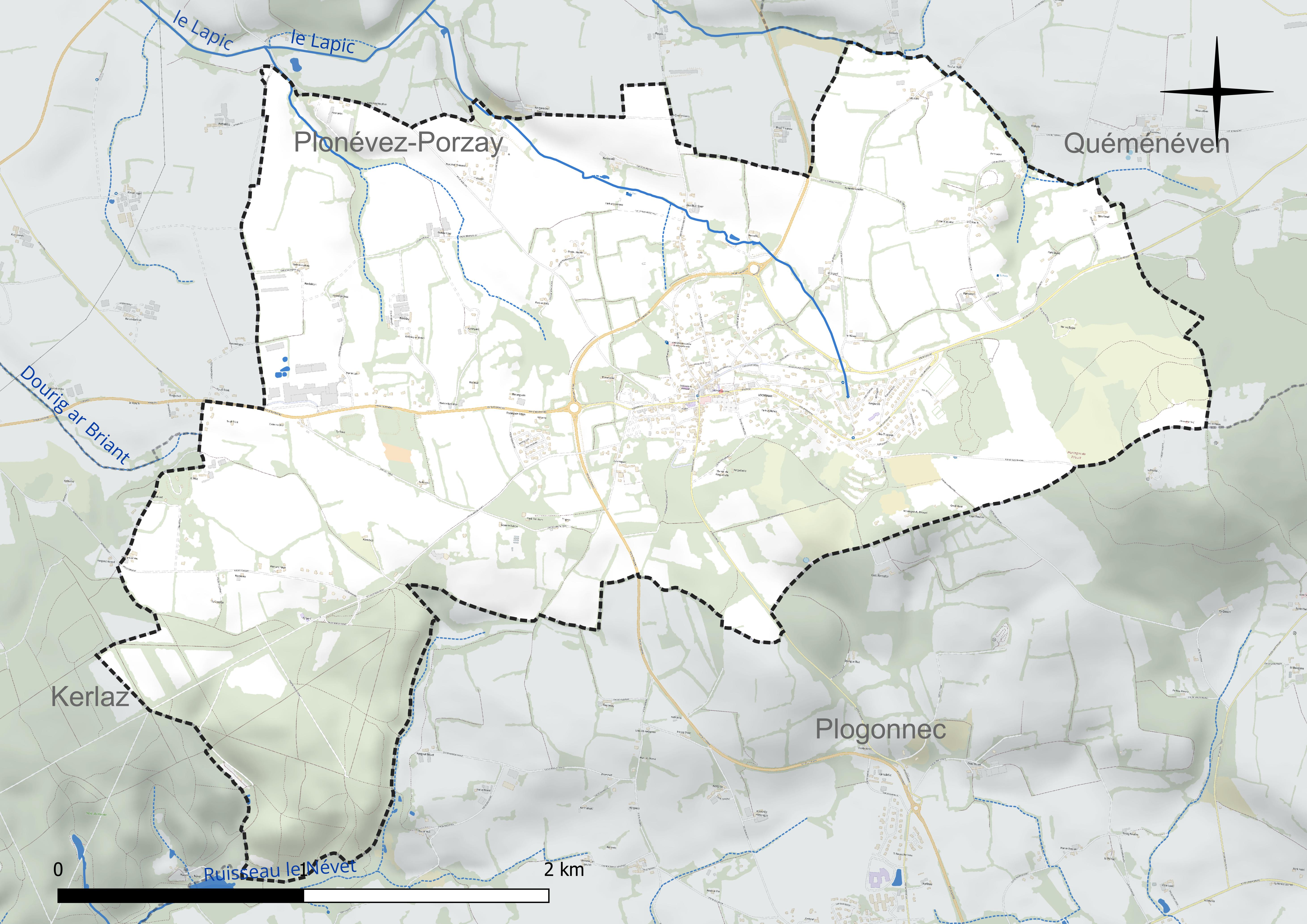
Réseau hydrographique de Locronan.

### Climat
Pour des articles plus généraux, voir Climat de la Bretagne et Climat du Finistère.
En 2010, le climat de la commune est de type climat océanique franc, selon une étude du CNRS s'appuyant sur une série de données couvrant la période 1971-2000. En 2020, Météo-France publie une typologie des climats de la France métropolitaine dans laquelle la commune est exposée à un climat océanique et est dans la région climatique  Bretagne orientale et méridionale, Pays nantais, Vendée, caractérisée par une faible pluviométrie en été et une bonne insolation. Parallèlement l'observatoire de l'environnement en Bretagne publie en 2020 un zonage climatique de la région Bretagne, s'appuyant sur des données de Météo-France de 2009. La commune est, selon ce zonage, dans la zone « Monts d'Arrée », avec des hivers froids, peu de chaleurs et de fortes pluies.
Pour la période 1971-2000, la température annuelle moyenne est de 11 °C, avec  une amplitude thermique annuelle de 11 °C. Le cumul annuel moyen de précipitations est de 1 229 mm, avec 16,8 jours de précipitations en janvier et 9,3 jours en juillet. Pour la période 1991-2020, la température moyenne annuelle observée sur la station météorologique la plus proche, située sur la commune de Pluguffan à 13 km à vol d'oiseau, est de 12,1 °C et le cumul annuel moyen de précipitations est de 1 214,4 mm,. Pour l'avenir, les paramètres climatiques de la commune estimés pour 2050 selon différents scénarios d'émission de gaz à effet de serre sont consultables sur un site dédié publié par Météo-France en novembre 2022.

### Milieux naturels et biodiversité

#### Espace protégé et géré
La protection réglementaire est le mode d’intervention le plus fort pour préserver des espaces naturels remarquables et leur biodiversité associée.
Dans ce cadre, la commune fait partie d'un espace protégé : la montagne de Locronan dite Menez Lokorn, d’une superficie de 809,615 hectares réparties sur trois communes.

## Urbanisme

### Typologie
Au 1er janvier 2024, Locronan est catégorisée commune rurale à habitat dispersé, selon la nouvelle grille communale de densité à 7 niveaux définie par l'Insee en 2022.
Elle est située hors unité urbaine. Par ailleurs la commune fait partie de l'aire d'attraction de Quimper, dont elle est une commune de la couronne,. Cette aire, qui regroupe 58 communes, est catégorisée dans les aires de 200 000 à moins de 700 000 habitants,.

### Occupation des sols
L'occupation des sols de la commune, telle qu'elle ressort de la base de données européenne d'occupation biophysique des sols Corine Land Cover (CLC), est marquée par l'importance des territoires agricoles (69,9 % en 2018), en augmentation par rapport à 1990 (66,9 %). La répartition détaillée en 2018 est la suivante : 
zones agricoles hétérogènes (38,4 %), terres arables (30,1 %), forêts (13,5 %), zones urbanisées (8,9 %), milieux à végétation arbustive et/ou herbacée (7,7 %), prairies (1,4 %). L'évolution de l'occupation des sols de la commune et de ses infrastructures peut être observée sur les différentes représentations cartographiques du territoire : la carte de Cassini (XVIIIe siècle), la carte d'état-major (1820-1866) et les cartes ou photos aériennes de l'IGN pour la période actuelle (1950 à aujourd'hui).

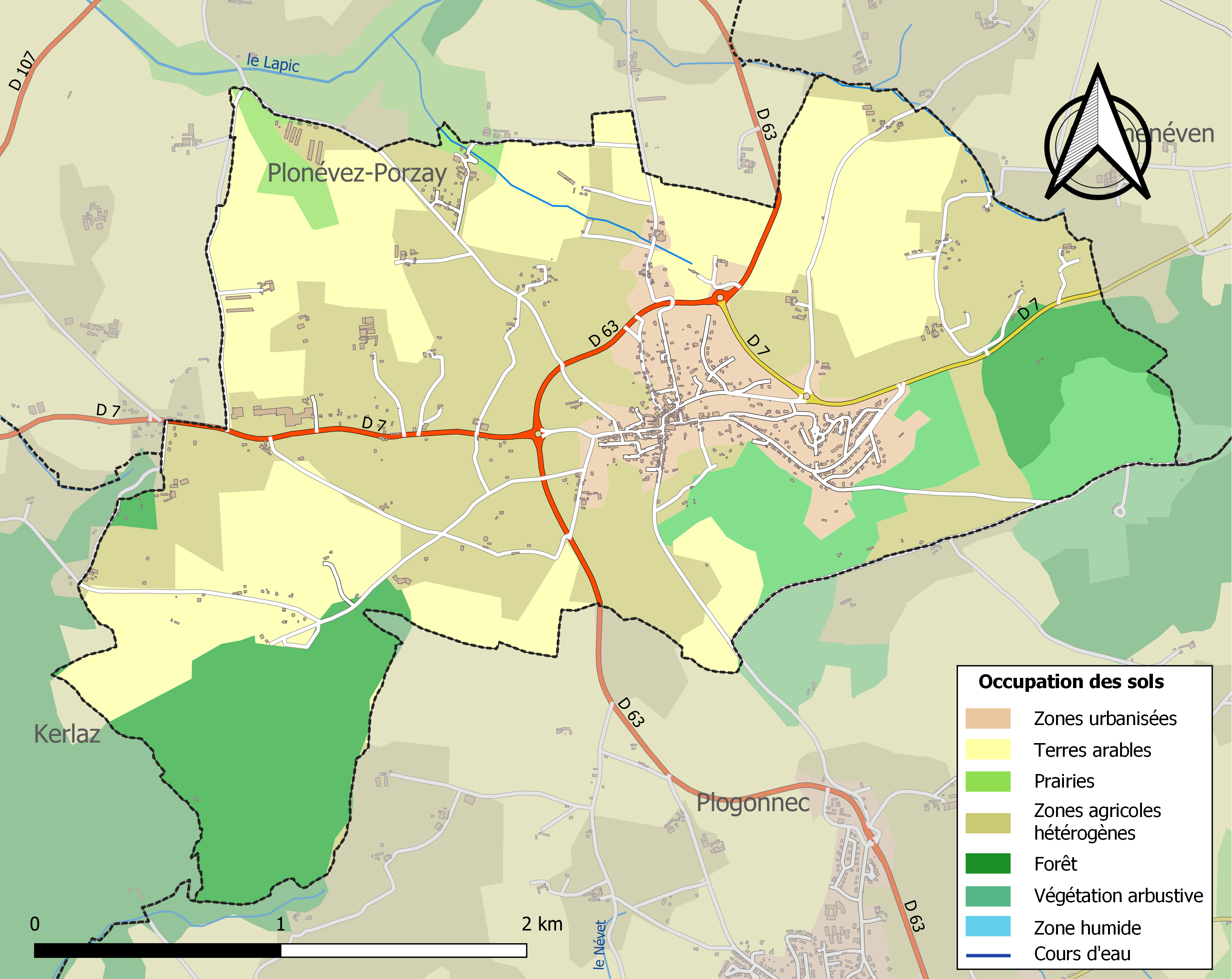
Carte des infrastructures et de l'occupation des sols de la commune en 2018 (CLC).

## Toponymie
Le nom de la localité est attesté sous les formes Ecclesia Sancti Ronani en 1031, Prioratus Sancti Ronani de Nemore en 1262, Locus Ronani en 1348, Loc-Ronan-Coat-Nevet, ou Saint Renan du Bois en 1457, Locrenan à partir de 1535.
Son nom signifie « le lieu consacré (de l'ermitage) de saint Ronan », lok signifiant « lieu consacré » en breton. Les archives anciennes appellent parfois Locronan, Saint-René-du-Bois. C'est le cas par exemple de Charles Colbert de Croissy qui, dans son rapport publié en 1665, cite « le prieuré de St-René Dubois » [Locronan francisé en Saint-René-du-Bois], lequel dépendait de l'Abbaye Sainte-Croix de Quimperlé et dont le ressort s'étendait sur Locronan, Plonévez-Porzay, Crozon et Cast.

## Histoire

### Origines
Un grand tumulus datant de l'âge du bronze, datant du IIe millénaire av. J.-C., se trouvait encore visible au XIXe siècle sur la montagne de Locronan, près de la ferme Ar vouden (« La Motte » en français) ; fouillé avant 1890 par Maurice Halna du Fretay, il n'en reste rien car il a été totalement rasé. C'était plus probablement une tombe aristocratique qu'un sanctuaire comme on l'a longtemps cru car le plan ne correspond pas du tout au plan des sanctuaires de l'époque. Parmi le mobilier trouvé, un fragment de femme nue, peut-être une Vénus indigène et une applique de char. Une stèle de l'âge du fer a été aussi signalée par Joseph Loth au sommet de la montagne de Locronan.
À l'époque romaine, Locronan se trouvait au carrefour de deux voies romaines, l'une venant de Quimper et se dirigeant vers la presqu'île de Crozon, l'autre se dirigeant vers Douarnenez. Un trésor monétaire a été trouvé dans la décennie 1950, comprenant des pièces en argent datant de la République romaine, mais ce trésor a disparu.
Le site de Locronan correspond à un ancien haut lieu du culte druidique qui était situé dans le bois du Névet. Le nom de la forêt du Névet s'écrivait Mened Nemet dans les textes médiévaux ; c'était un nemeton, un enclos ou bois sacré où était vénéré un dieu ou une déesse,le seul d'ailleurs encore visible à notre époque. Le nemeton de Locronan est un grand quadrilatère d'une douzaine de kilomètres de périmètre, comportant douze points remarquables, représentant les douze mois de l'année celtique, marqués probablement par douze menhirs (remplacés depuis par les 12 calvaires marquant les 12 « stations » de la grande Troménie). La fonction sacrée du nemeton était la représentation sur terre du parcours des astres dans le ciel : il décrivait dans l'espace les douze mois de l'année en même temps que chacun de ces mois était consacré à une divinité du panthéon celtique. D'autres traditions celtes perdurent à Locronan, par exemple celle du « pain des morts » le jour de la Toussaint ou celle de l'« arbre de mai » le premier mai.
Saint Ronan y installa par la suite son ermitage à l'emplacement de l'actuelle chapelle du Pénity, accolée à la partie sud de l'église Saint-Ronan, ce qui explique la christianisation du site. La grande place centrale de Locronan se trouve au carrefour de deux voies romaines.

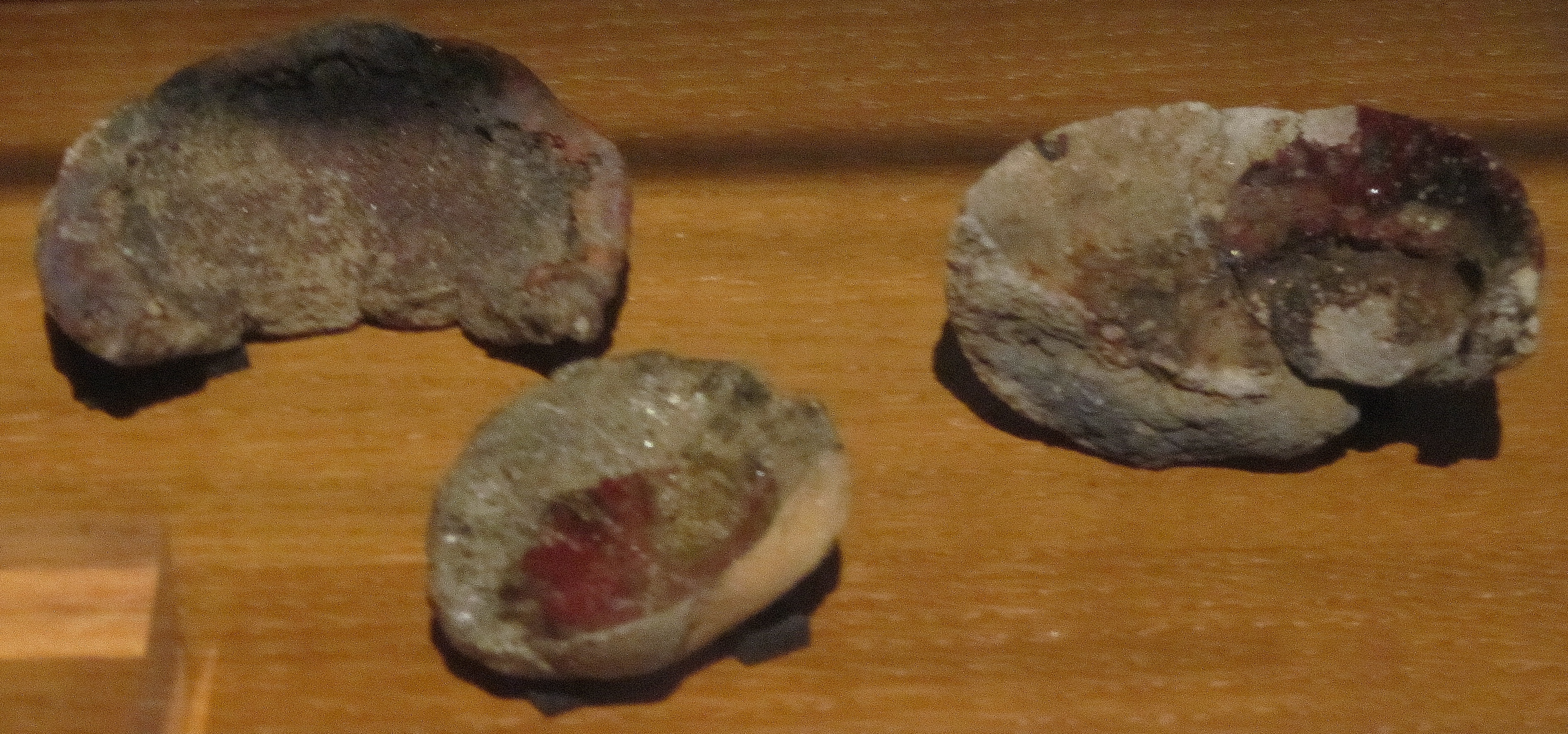
Coupelles à affinage de l'or provenant du camp des Salles en Locronan (9e ou 10e siècle, musée de l'abbaye de Landévennec).

Le camp des Salles — le toponyme « des Salles » est une déformation du mot breton salou qui signifie « château » —, situé à 500 mètres du bourg de Locronan, est un retranchement carolingien entouré de talus et de pierres. Situé sur le flanc nord de la Montagne du Prieuré, il comprend trois enclos successifs, alignés sur une longueur de 420 mètres, entourés par des talus de plus de 4 mètres de haut. Ces fortifications, situées au milieu de l'aire parcourue par la Grande Troménie, étaient peut-être la Cour du roi Gradlon, évoquée trois siècles plus tard, au XIIIe siècle, dans la "Vie de saint Ronan". Cette triple enceinte en terre est typique des résidences palatiales des rois bretons du haut Moyen Âge.
L'existence d'une église est attestée dès 1031 car à cette date le comte de Cornouaille Alain Canhiart fait don de l'église Saint-Ronan à l'abbaye Sainte-Croix de Quimperlé à la suite de sa victoire — réfugié dans la forêt de Német [Névet], il aurait imploré le secours de saint Ronan — remportée contre le duc Alain III de Bretagne et connue sous le nom de « bataille de Ronan » (gueth Ronan). Par la suite, les comtes de Cornouaille portèrent une grande dévotion à saint Ronan.
Le petit bourg est élevé au rang de ville en 1505 par Anne de Bretagne, venue en pèlerinage. Elle y serait peut-être venue invoquer saint Ronan pour avoir des enfants si l'on en croit Jean Louis de Leissègues de Rozaven : « Anne de Bretagne, reine de France, a obtenu des enfants par l'intercession de ce saint ; votre grand-tante Guesdon a aussi été exaucée en faisant le pèlerinage […] ». Un calice du XVIe siècle sur lequel est écrit le prénom Anna et dessin une hermine, conservé dans l'église Saint-Ronan, aurait peut-être été offert par la duchesse.

### Saint Ronan
La tradition hagiographique du haut Moyen Âge nous apprend que la région a été christianisée au Ve siècle par saint Ronan, ermite irlandais. La tradition orale contemporaine veut que saint Ronan parcourait chaque jour en pénitence le circuit de la petite troménie, et chaque dimanche celui de la grande. La ville de Locronan conserve à jamais la trace de son passage puisque nous la nommons désormais Locronan, le locus (l'espace) de Ronan.
Dans l'église Saint-Ronan, la statue le représente avec mitre et crosse comme un abbé ou un évêque itinérant.
La Buhez sant Ronan (« La vie de saint Ronan ») a été retranscrite en breton et en français dans le Barzaz Breiz par Hersart de La Villemarqué en 1839, qui s'est inspiré d'une version latine plus ancienne, le bréviaire imprimé de Léon de 1516, dont voici un extrait :
 Le bienheureux seigneur Ronan reçut le jour dans l'île d'Irlande

 Au pays des Saxons, au-delà de la mer bleue, de chefs de famille puissants

 Un jour qu'il était en prière, il vit une clarté

 Et un bel ange vêtu de blanc lui parlant ainsi :

 « Ronan, Ronan, quitte ce lieu ; Dieu t'ordonne,

 Pour sauver ton âme, d'aller habiter dans la terre de Cornouaille ».

 Ronan obéit à l'ange, et vint demeurer en Bretagne,

 Non loin du rivage, d'abord dans une vallée du Léon

 Puis dans la Forêt Sacrée du pays de Cornouaille.

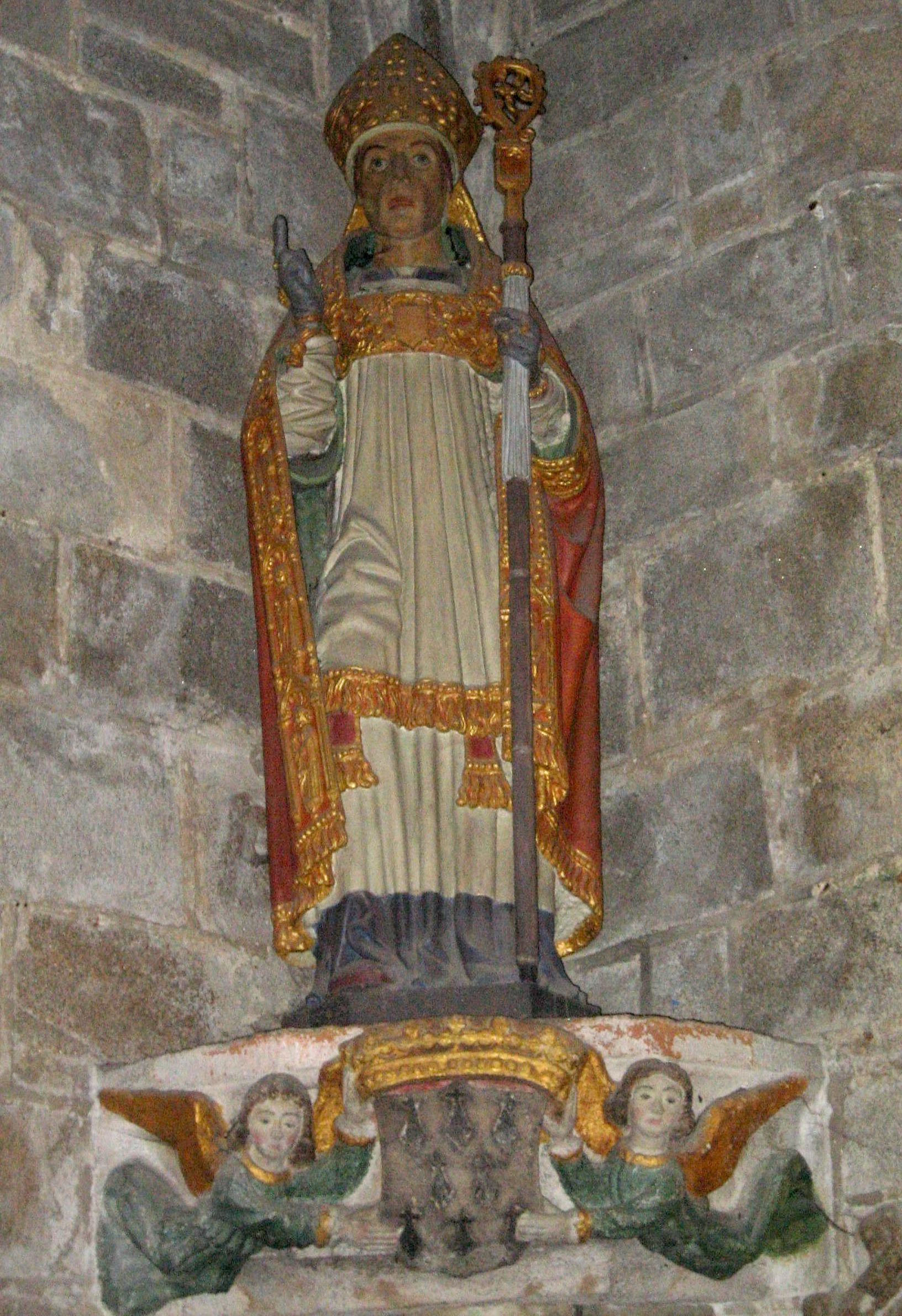
Statue de saint Ronan portant mitre et crosse, église Saint-Ronan de Locronan.
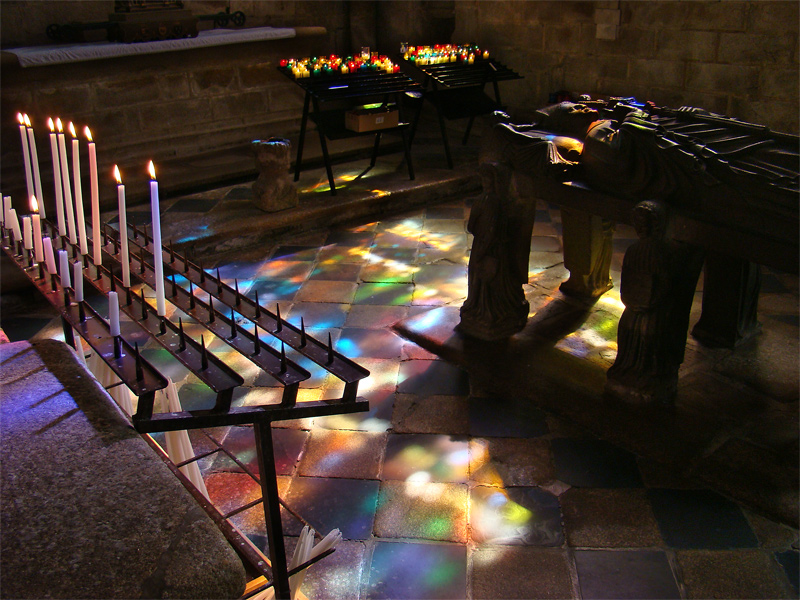
Tombeau de saint Ronan, chapelle du Pénity de l'église Saint-Ronan de Locronan.
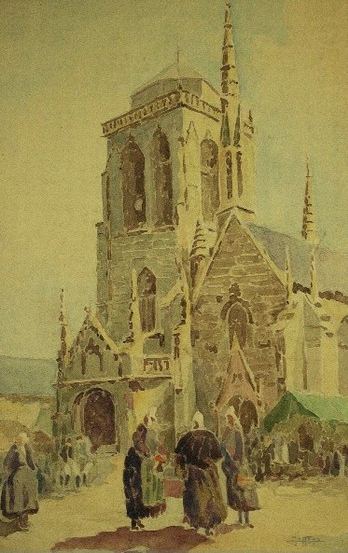
Attribué à Charles Jaffeux, Sortie de messe à Locronan, aquarelle, localisation inconnue.

Le "lit de saint Ronan" ou "chaise de saint Ronan" ou "bateau de Saint Ronan" ou "jument de pierre" est un rocher naturel ou un menhir couché de 13 mètres de pourtour situé sur le flanc de la montagne de Locronan et auquel est attaché un certain nombre de légendes concernant le saint : il aurait servi d'embarcation à saint Ronan lors de sa venue d'Irlande (bateau de pierre), il combattrait la stérlité en permettant aux femmes se couchant dessus d'enfanter (jument de pierre) ou encore le saint aurait eu l'habitude de s'y asseoir pour contempler la Baie de Douarnenez. Ce rocher est intégré au parcours de la Grande Troménie de Locronan.

### Moyen Âge
Le fief de Kéménet [Quéménet] comprenait alors les paroisses de Saint-Nic, Plomodiern, Ploéven, Plounevez et une partie de Locronan, ainsi que Penhars.

### La prospérité du chanvre

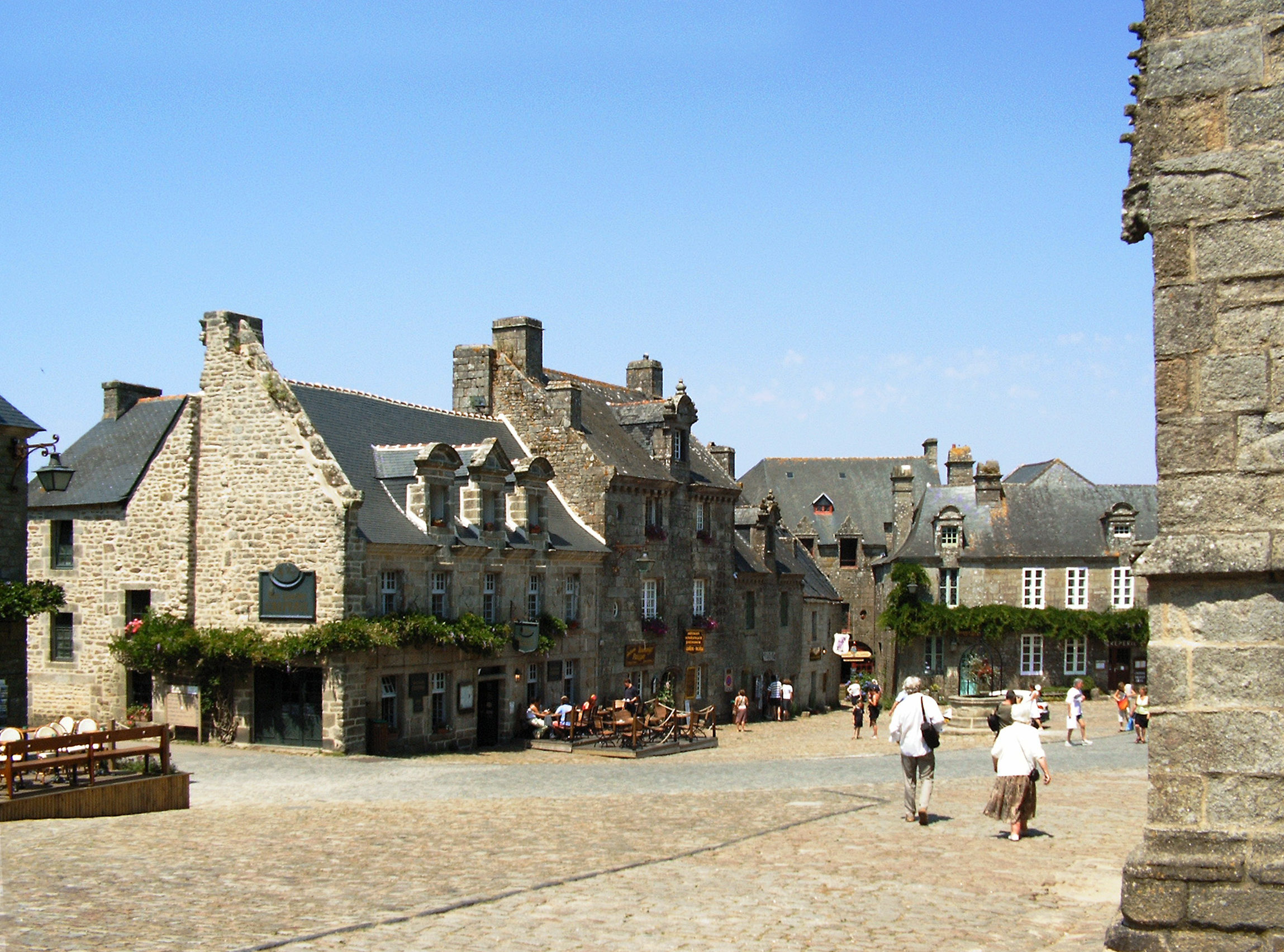
Maisons sur la place du marché.

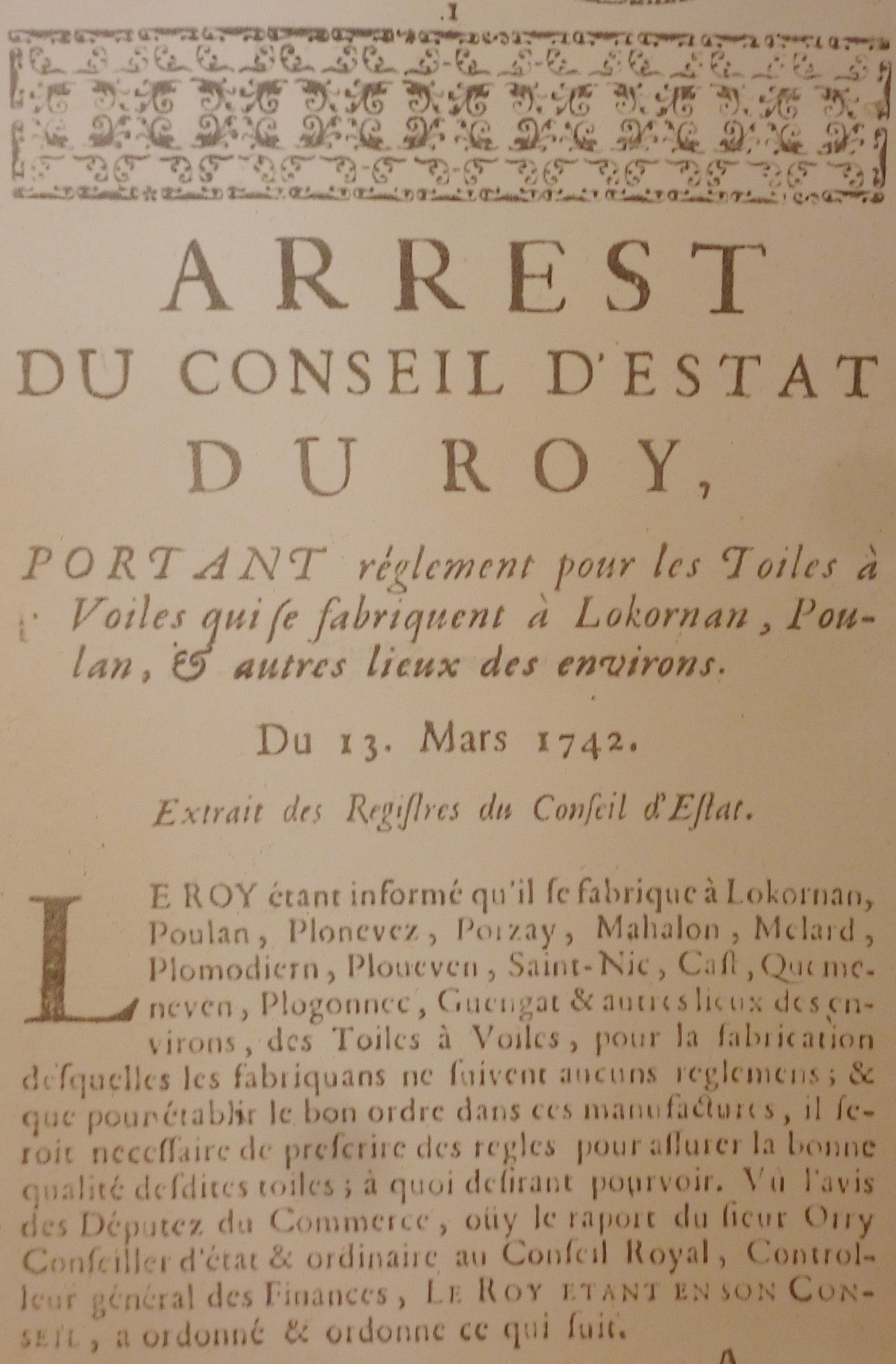
Arrêt du Conseil d'état du Roy datant de 1742 et portant règlement pour les toiles et voiles fabriquées à Locronan.

Dès le XIVe siècle, le chanvre fleurit à peu près partout dans la région de Locronan. De cette production naît une industrie de la toile à voile, favorisée au départ par la proximité de Pouldavid, l'ancien port de Douarnenez, qui va faire prospérer la petite cité où s'installent de nombreux tisserands et marchands. La renommée des toiles issues de la manufacture de Locronan, vendues sous le nom d'« olonnes » (les bateaux allant chercher le sel emportaient des toiles pour les vendre à La Chaume-d'Olonne et à Saint-Gilles-d'Olonne) sur les côtes du Bas-Poitou [Vendée actuelle], va vite traverser les frontières et même les océans. Elles équipent les navires de la Royale et de la Compagnie des Indes, mais les commandes proviennent aussi des marines étrangères. La toile à voile de Locronan aurait ainsi équipé l'Invincible Armada espagnole et Shakespeare la cite même dans « Coriolan » (acte II, scène I). Le lin était aussi travaillé.
C'est à cette époque de prospérité, arrêtée un temps par les destructions liées aux guerres de la Ligue (Locronan est pillé en 1594 par les troupes espagnoles, puis successivement par les capitaines de guerre Anne de Sanzay de la Magnane et Guy Éder de La Fontenelle) (la ville aurait même été abandonnée entre 1595 et 1599), qu'appartiennent la plupart des richesses architecturales que constituent les demeures en granit de la place de l'église et des rues avoisinantes et, naturellement, l'église Saint-Ronan et la petite chapelle du Pénity attenante à celle-ci et abritant le gisant du saint (respectivement des XVe et XVIe siècles). En 1751, 406 métiers à tisser sont encore dénombrés dans 21 paroisses de la région dont 151 à Locronan même.

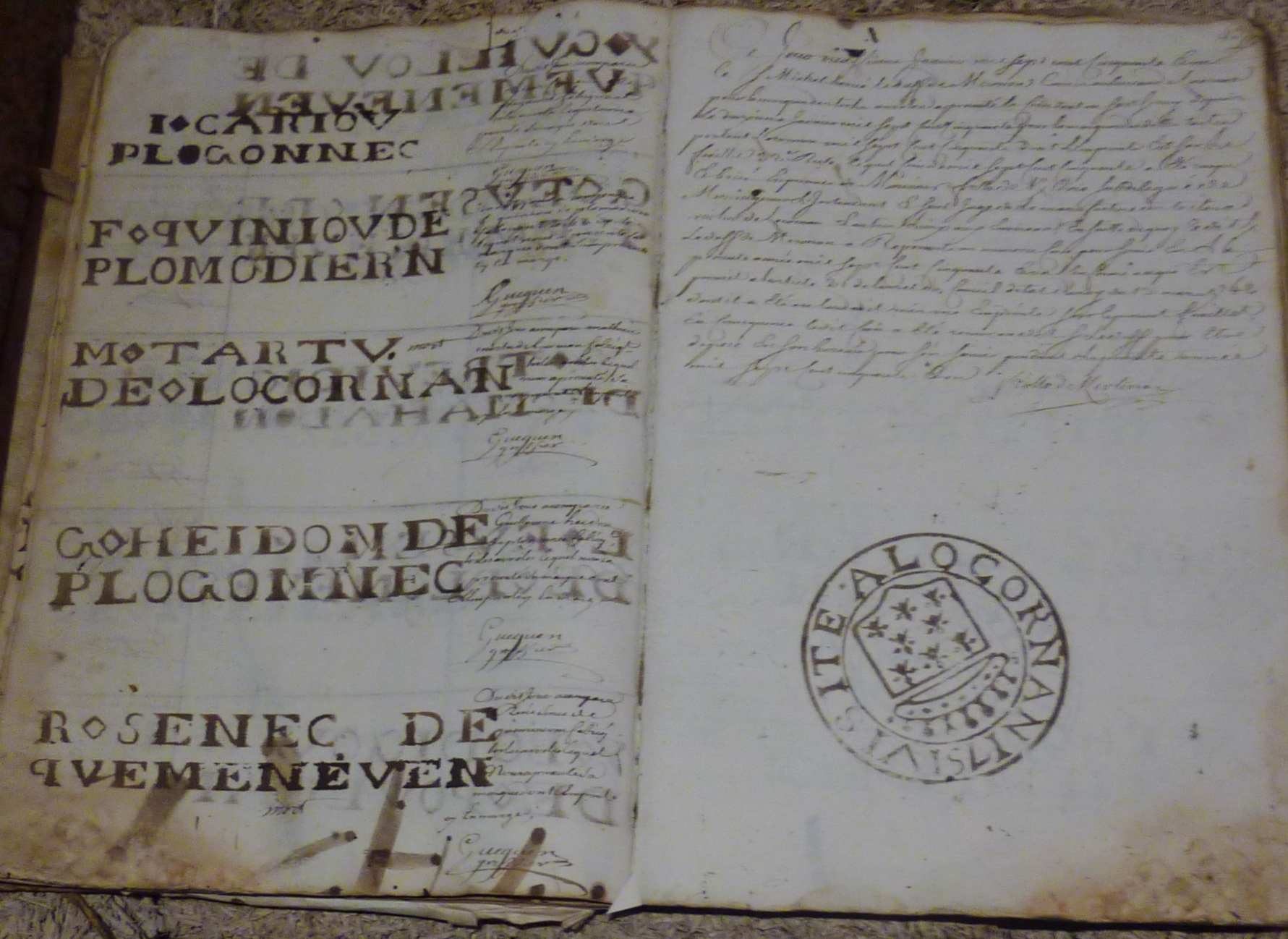
Cahier de marques des tisserands de Locronan (1748-1786), Archives départementales du Finistère.

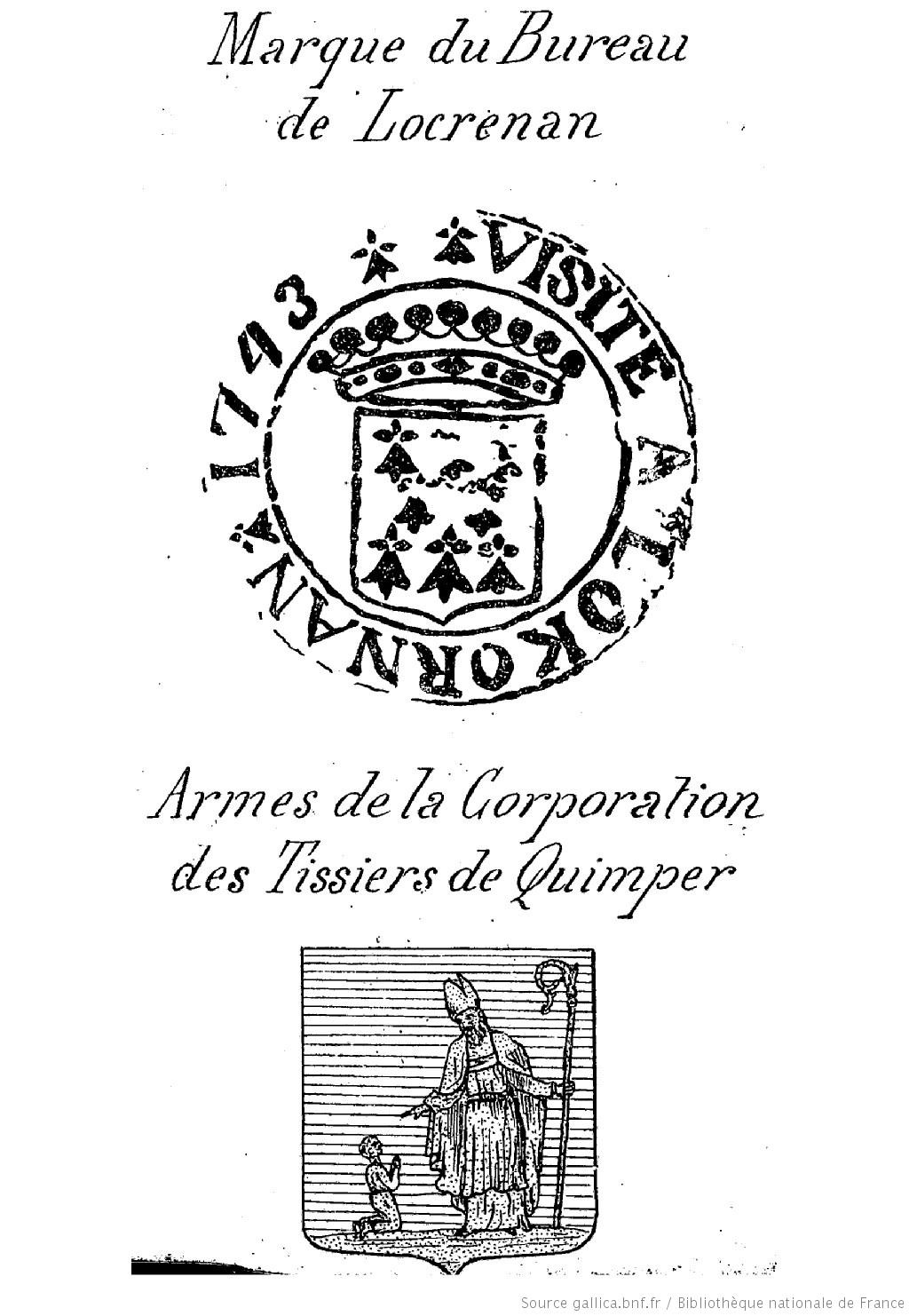
Locronan : la marque du bureau des toiles et celle des tissiers de Quimper.

Une des raisons du succès de ces toiles tient dans le sérieux de leur fabrication, régie par des règlements établis par le Conseil du Roi, et qui étaient de véritables cahiers des charges précisant le nombre de fils de chaîne pour chaque type de voile, leur longueur au sortir du métier à tisser, la nature et la qualité des fibres utilisées, la qualité des lisières, le pliage, etc. Le règlement du 7 février 1736 comprend 53 articles. Pour vérifier leur conformité avant l'expédition, les ballots passent par les « Bureaux de la marque » installés généralement dans les ports exportateurs. Chaque « bureau des toiles » est tenu par un commis chargé d'apposer, le plus souvent au noir de fumée, les coins ou marques qui attesteront de la qualité et de la conformité des toiles. Le 2 janvier de chaque année, les anciens coins sont détruits, afin d'éviter les fraudes, et remplacés par de nouveaux.
Un arrêt du Conseil du Roi en date du 13 mars 1742, « portant règlement pour les Toiles à voiles qui se fabriquent à Lokornan [Locronan], Poulan, Plonevez, Porzay, Mahalon, Melard, Plomodiern, Ploveren, Saint-Nie, Cast, Quemeneven, Guengat et autres lieux des environs en Bretagne » ordonne « que les dites Toiles feront marquées aux deux bouts des noms et demeures des fabriquans, ou de ceux qui font fabriquer» et « marquées comme deffus de la marque du bureau [des toiles] ». Vers le milieu du XVIIIe siècle on  dénombrait 150 métiers à tisser à Locronan, 55 à Plonevez-Porzay, 36 à Quemeneven, 30 à Cast, 24 à Guengat, 20 à Ploéven, etc..
L'essor de ces fabricants et marchands de toiles dites de « Locronan » ou de « Pouldavi », toiles à voiles ou à ballots, permit la construction dans la région de nombreuses églises paroissiales comme celles de Cast, Le Juch, Plogonnec, Guengat, Beuzec, Pouldavid et Ploaré.
La création de manufactures royales à Brest en 1764 par Choquet de Lindu (pour faire travailler les forçats du bagne de Brest), qui attira de nombreux tisserands de Locronan se fit durement sentir. Le déclin de l'activité toilière s'est accentué à partir du milieu du XVIIIe siècle, la production passant de 10 000 pièces en 1751 à 6329 pièces en 1776. En 1771, un inspecteur des manufactures, Guilloutou, attribue cette décadence « à la mauvaise filature et à de mauvais procédés de fabrication ». En 1813, on ne recense plus que 13 métiers à tisser à Locronan et la concurrence des métiers mécaniques fait alors vite cesser cette activité.
Un texte anonyme daté de 1779 ou d'une année avoisinante décrit les conditions de travail des tisserands :

« La condition de tisserand était fort pénible : le meilleur ouvrier ne gagnait pas plus de 15 sols par jour et il y avait à Locronan 132 familles dont la subsistance n'était fondée que sur ce seul travail. Il est à remarquer que le commerce des toiles de Locronan se trouve, pour ainsi dire, dans une seule main, et par conséquent le profit. Les ouvriers de cette fabrique, particulièrement ceux de la ville, forment entr'eux un troupeau d'esclaves qui ne travaillent que pour enrichir un fournisseur, soit de la Compagnie des Indes, soit du Roy, qui se rend maître de la fabrique, de manière que le profit du fabricant est si mince qu'il ne lui est pas possible d'augmenter le nombre de ses métiers, car sur les 150 qui y sont actuellement, il y a 130 fabricants qu'on peut dire presque tous des misérables qui ne travaillent que pour le pain (…). »

La condition des tisserands était donc fort misérable à Locronan au XVIIIe siècle ; ils demeuraient dans de pauvres masures, parfois à demi écroulées. Les belles demeures, en particulier celles de la place centrale, étaient habitées par les fournisseurs, les intermédiaires, les marchands et par un certain nombre d'hommes de loi, sénéchaux, procureurs, avocats, notaires… des juridictions seigneuriales qui exerçaient à Locronan.
En 1787, le recteur [curé] André, écrivant à l'Intendant de Bretagne, dresse un tableau très sombre des conditions de vie de la plupart des habitants de la cité : 

« J'ai trop tardé à mettre sous vos yeux le tableau affligeant de l'excès de misère du peuple de Locronan. La cause générale des calamités publiques, la cherté des grains, le fléau qui désole la Bretagne depuis quelques années, n'est pas l'unique source des malheurs qui font gémir les misérables que je plains. C'est leur commerce, anéanti depuis plusieurs années ; ils fournissaient pour Brest au moins cinquante pièces de toile chaque semaine. […]. Il y a bientôt trois ans qu'on n'en a pas demandé en tout cent pièces. […] Aussi ai-je la douleur de voir (…) des malheureux qui annoncent leur misère par des sanglots et […] qui me disent qu'ils n'ont point mangé depuis vingt-quatre heures ». »

La place, dotée en son centre de l'ancien puits communal, longtemps seule source d'eau potable de la cité, prend toute sa dimension chaque deuxième dimanche de juillet lors des Troménies, mais encore plus toutes les six années lors de la Grande Troménie (la dernière a eu lieu en 2019, la prochaine en 2025 donc). La place est bordée de 14 maisons en granit qui composent un ensemble architectural remarquable, témoignant de la richesse des marchands de toile et autres notables qui les firent édifier aux XVIIe siècle et XVIIIe siècle dont le Bureau des toiles et l'hôtel de la Compagnie des Indes. L'actuelle rue Moal était la rue des tisserands.

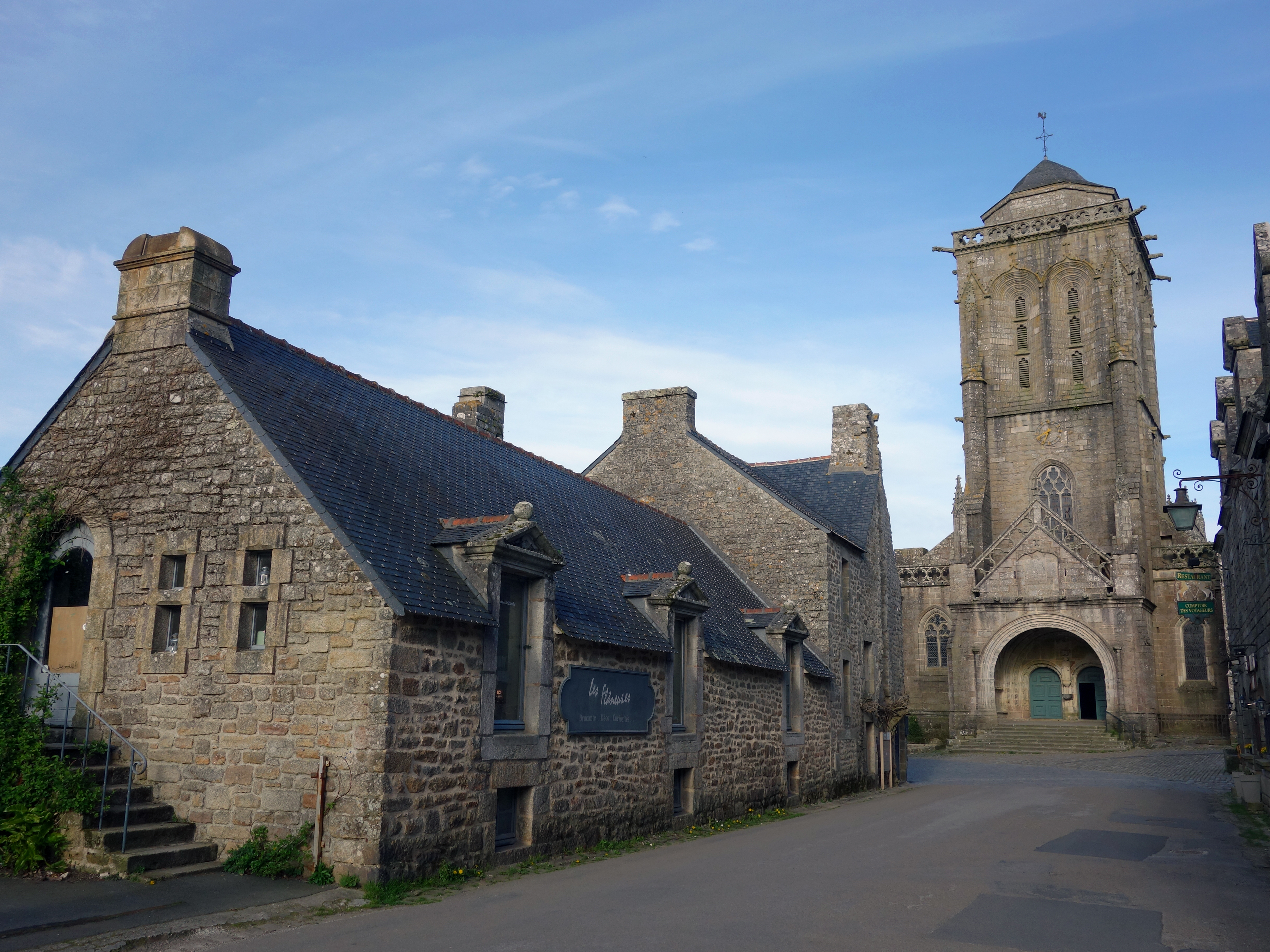
Église Saint-Ronan.
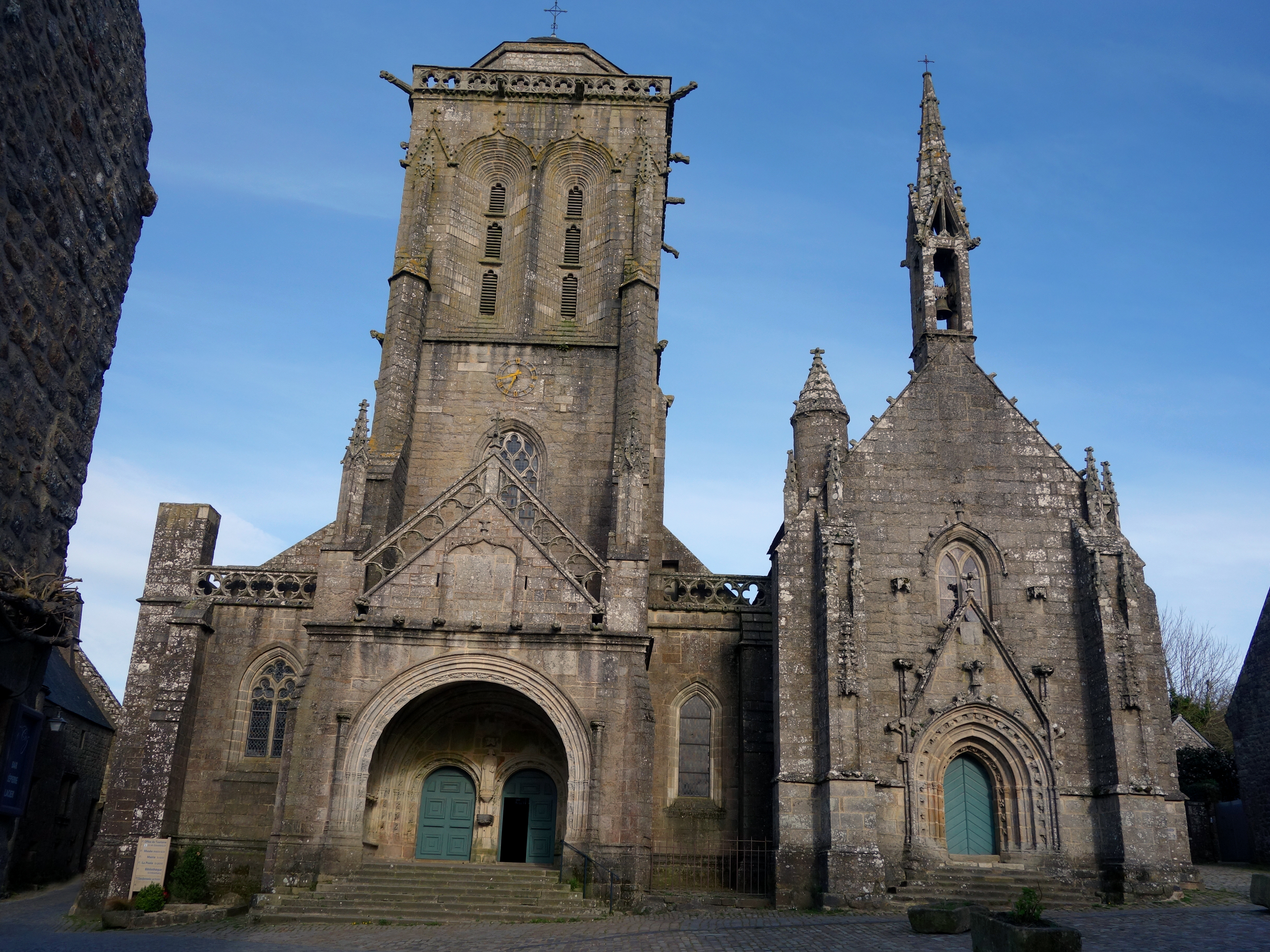
La façade de l'église Saint-Ronan.
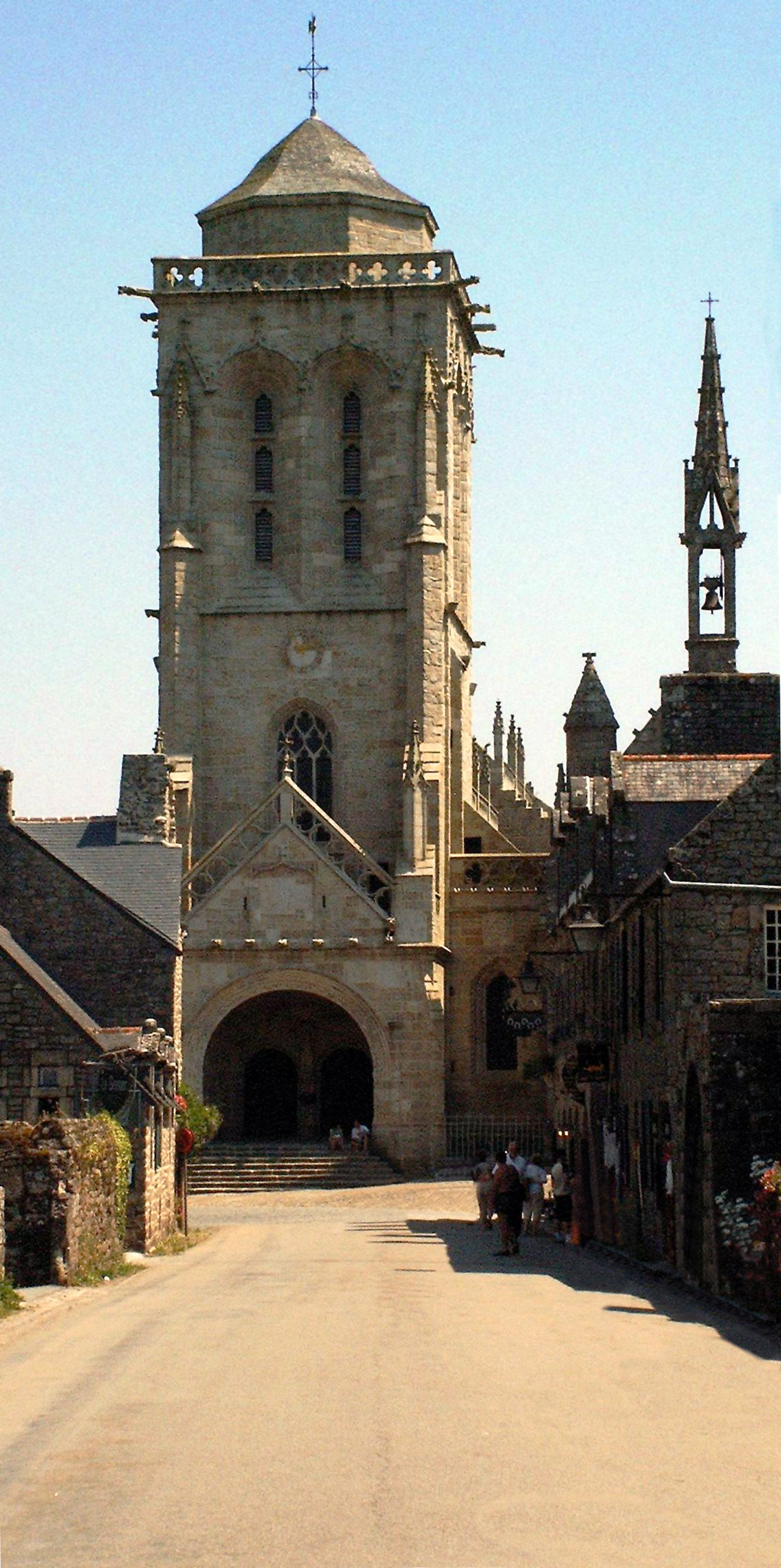
Le clocher de l'église Saint-Ronan.
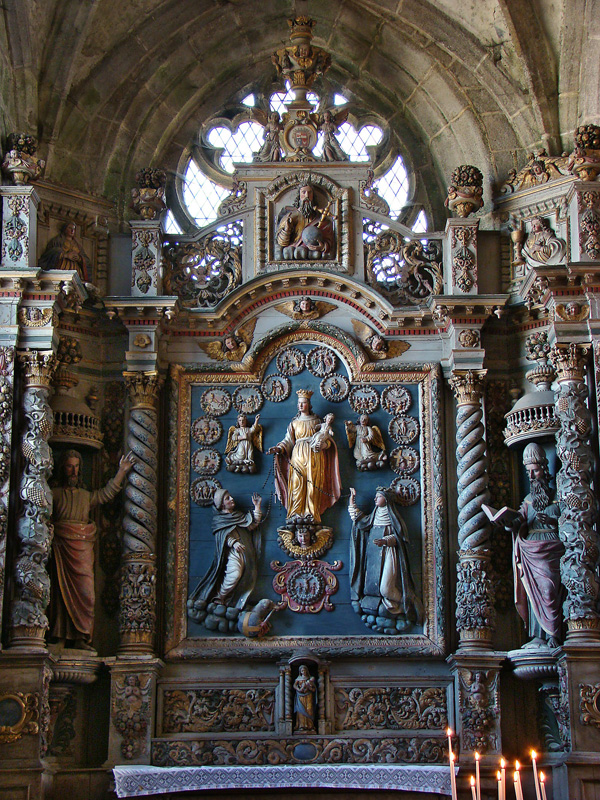
Église de Locronan, autel du Rosaire.
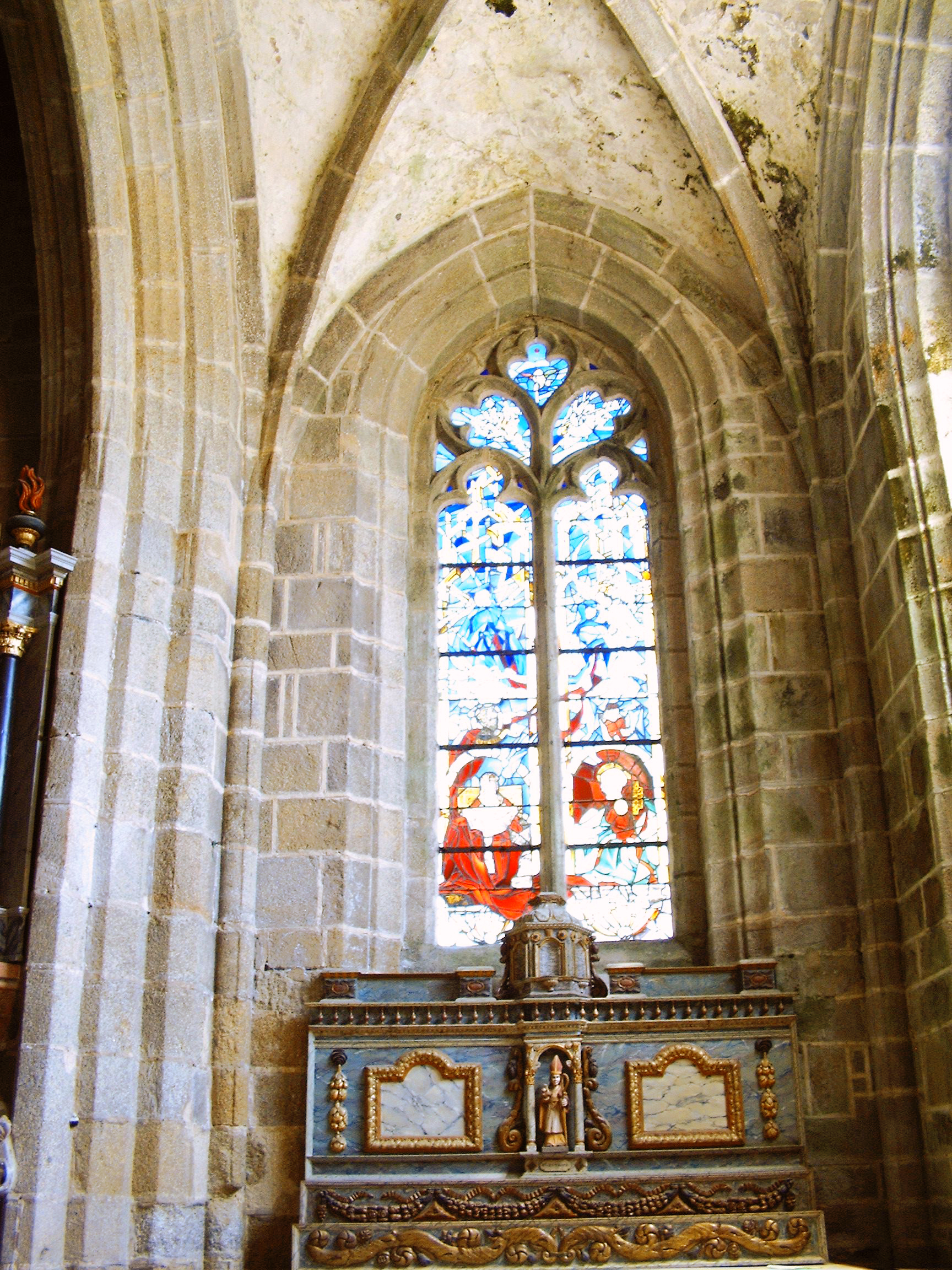
Vitrail dans l'église Saint-Ronan.
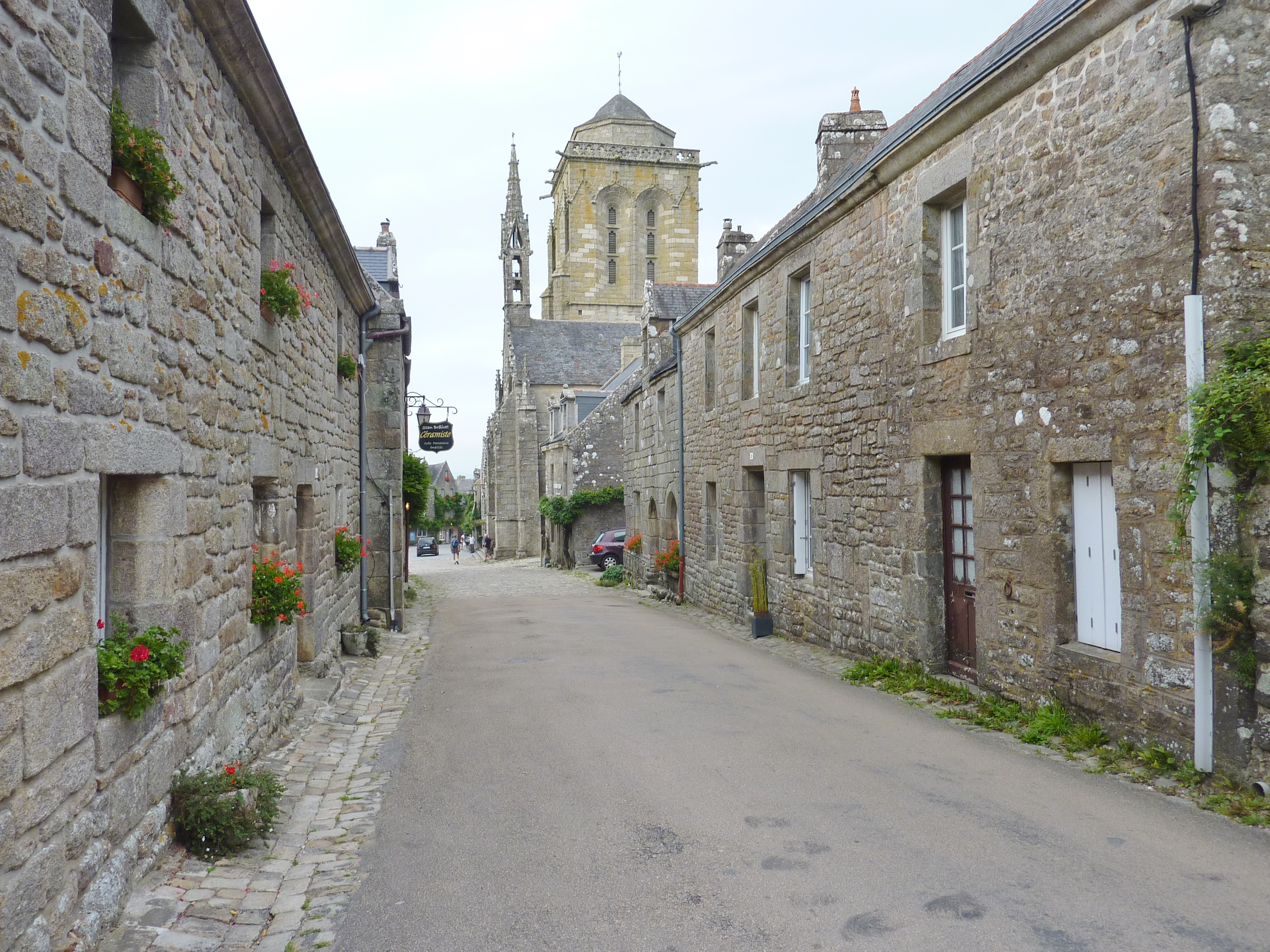
La rue Saint-Maurice à Locronan.
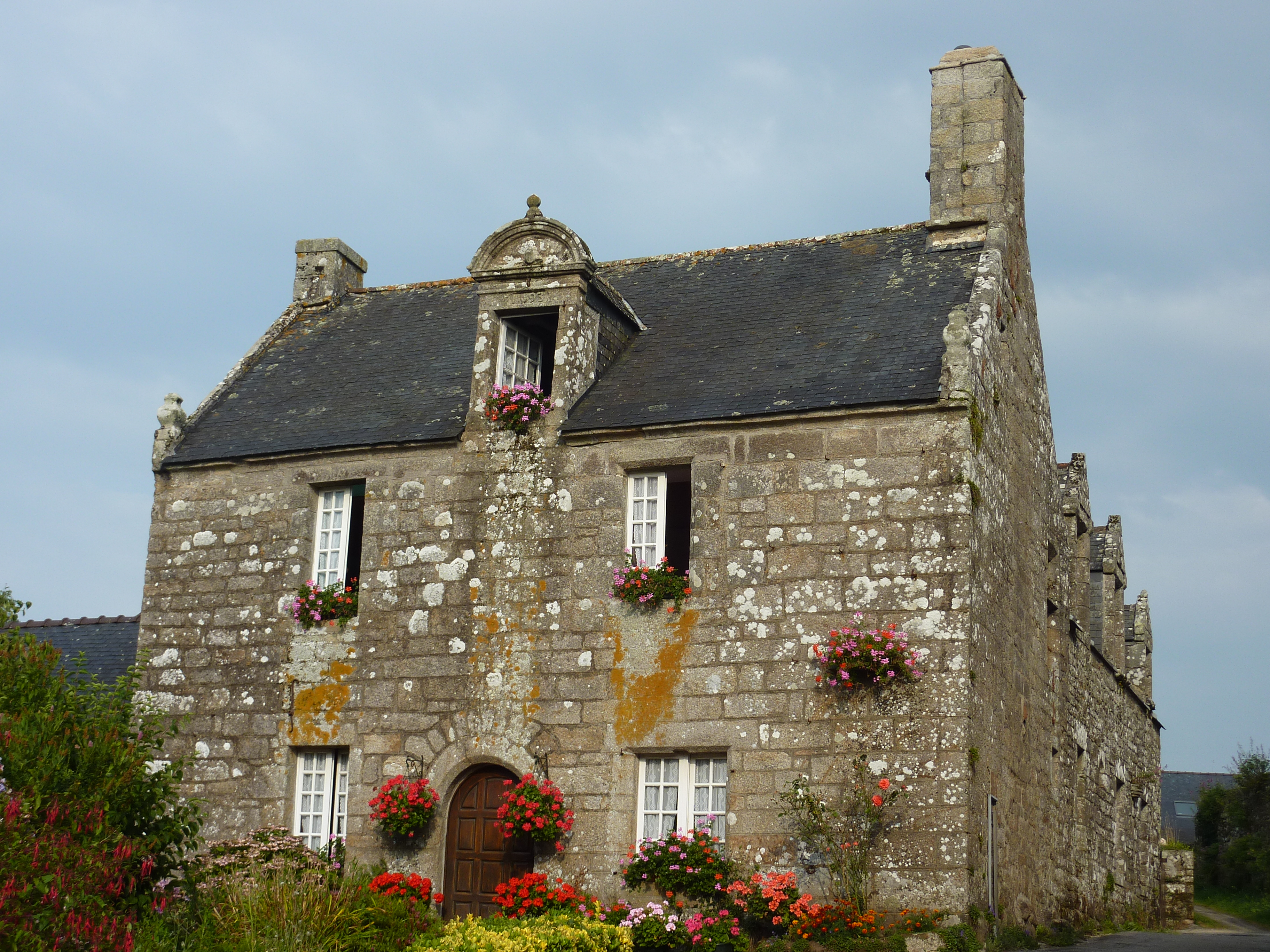
Une maison ancienne du bourg à Locronan.

### Les autres évènements duXVIeauXVIIIesiècle
Lors des Guerres de la Ligue, en décembre 1593, après avoir saccagé la ville du Faou, « pendant quinze jours, les paroisses de Châteaulin, Plomodiern, Plounévez, Quéménéven, Locronan, furent en quelque sorte saignées à blanc par une soldatesque effrénée. Les brigands "raflèrent" tout ce qu'ils rencontrèrent, ne laissant après eux "que ce qui était trop chaud ou trop pesant" ». Ces troupes de soldats brigands étaient commandées par Anne de Sanzay de la Magnane, capitaine du duc de Mercœur, qui avait obtenu la permission de passer avec ses troupes par Châteaulin.
Le célèbre prédicateur Julien Maunoir est venu prêcher à deux reprises à Locronan en 1659 et 1679.
La seigneurie de Kergaradec était une sergentise féodée pour les paroisses de Cast, Quéménéven, Plonévez-Porzay et Locronan-Coatnevet, selon des aveus de 1735 et 1752.
En mars 1757, une épidémie de typhus propagée par le retour à Brest en provenance d'Amérique de l'escadre d'Emmanuel Auguste Dubois de La Motte fait plusieurs centaines de morts dans la région de Locronan : 73 à Plonévez-Porzay, 117 à Plomodiern, 35 à Ploéven ; à Locronan et dans les paroisses voisines, le nombre n'est pas précisé.
La « maladie de Brest » (le typhus) gagna en février 1758 la presqu'île de Crozon et dans les premiers jours de mars se répandit dans la subdélégation du Faou. « Le 19 mars il a déjà envahi Ploumodiern, Ploéven, Plounévez-Porzay, Locronan, Saint-Nic, Dinéaud. Le chirurgien envoyé dans cette région compte déjà 73 morts et 100 malades à Plounévez-Porzay, 117 morts et 127 malades à Ploumodiern, 35 morts à Ploéven ».
En 1759, une ordonnance de Louis XV ordonne à la paroisse de Locrenan [Locronan] de fournir 20 hommes et de payer 131 livres pour « la dépense annuelle de la garde-côte de Bretagne ».

### La Révolution française
Le 28 juillet 1792 l'Assemblée législative décide la création de la commune de Locronan agrandit le territoire de l'ancienne paroisse : « Locronan comprendra, outre son ancien territoire, les villages de Mesandren, la Villeneuve, Trobalo, Bourlan-Bihan, Tyhoc, Krellous et leurs dépendances, distraites de la paroisse de Quéménéven. […] Locronan comprendra en sus tout le territoire bordé au nord par le ruisseau coulant du moulin du Prieuré au moulin Pont, à celui de Trefféol et à ceux de Quissinic et Moëlien ; […] tout le territoire, tant de la paroisse de Plonévez que de la succursale de Kerlaz, situé au couchant et bordé par l'eau nommée Bourou-Briant […]. La chapelle de Kergoat sera conservée comme oratoire où le curé de Locronan enverra un prêtre tous les dimanches et fêtes pour y dire la messe […] ».

### LeXIXesiècle
Le desservant de Locronan écrit le 3 octobre 1806 : « Il est notoire que cette commune est d'une pauvreté extrême et que la misère va tous les jours en augmentant d'une manière si effrayante (...) » en raison de la ruine de l'industrie des toiles à voiles.

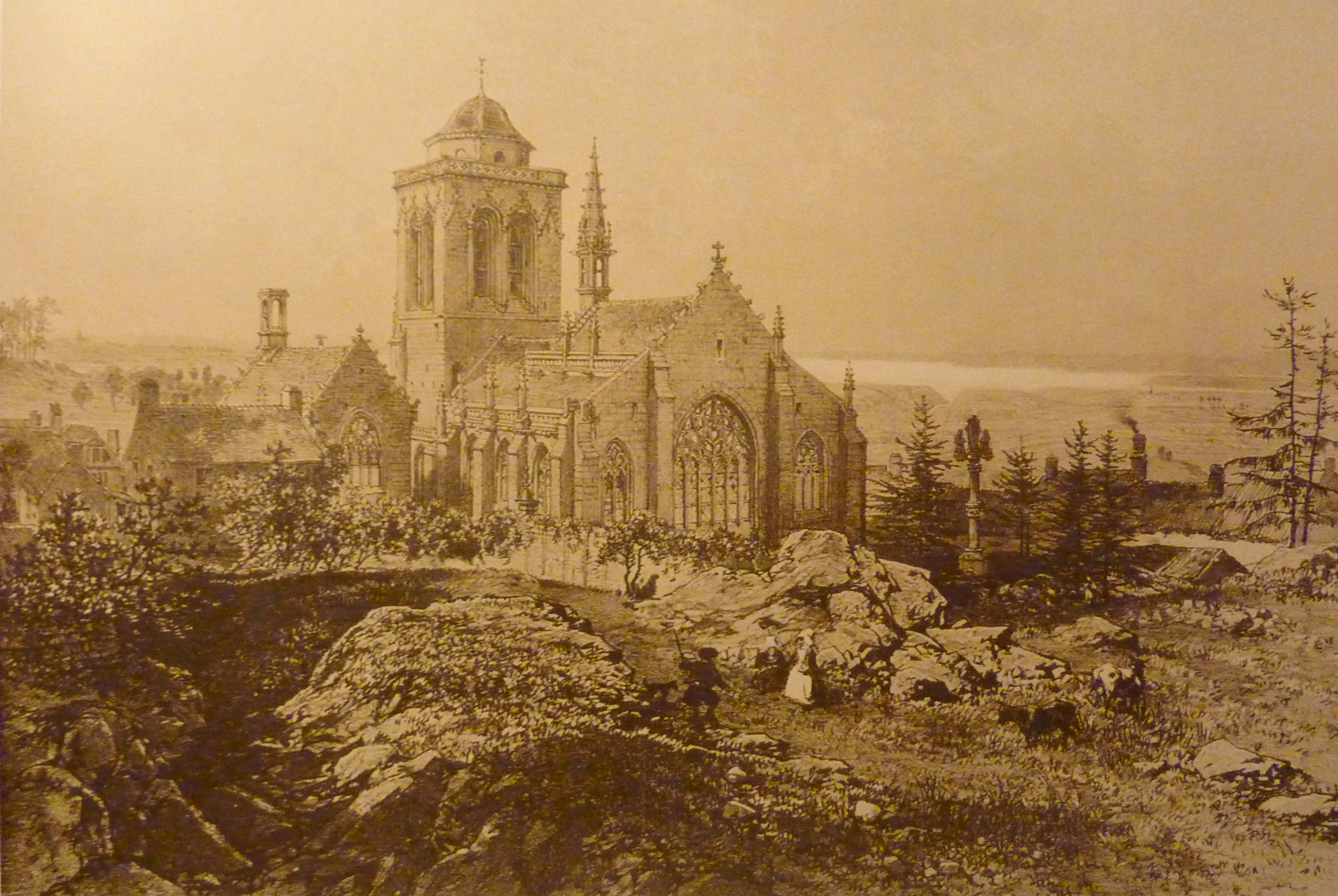
Félix Benoist, L'Église de Locronan (1865), lithographie.

Jean-François Brousmiche décrit ainsi Locronan en 1830, insistant sur la misère de la population à l'époque :

« Locronan est situé à moitié de la haute montagne qui porte le même nom. C'est un gros bourg qui peut renfermer cent cinquante maisons. Une place assez belle, une église gothique le décorent. Toutes les maisons y sont bâties en pierres et celles qui cernent la place présentent un aspect régulier. On ne trouve à Locronan d'autre eau bonne à boire que celle d'un puits établi sur la place même. La population de ce bourg est misérable ; les femmes, les enfants en haillons y sont un spectacle de dégoût : tous tendent la main au petit nombre de voyageurs traversant cette bourgade ; on y est harcelé par la foule des mendiants. »

En novembre 1834, une épidémie de choléra fait 15 victimes à Locronan.
En 1860, l'école privée tenue par les Sœurs reçoit 120 enfants des deux sexes grâce à la création d'une maison de charité, alors que quelques années avant elle ne recevait qu'à peine 30 élèves.

### LeXXesiècle

#### La Belle Époque

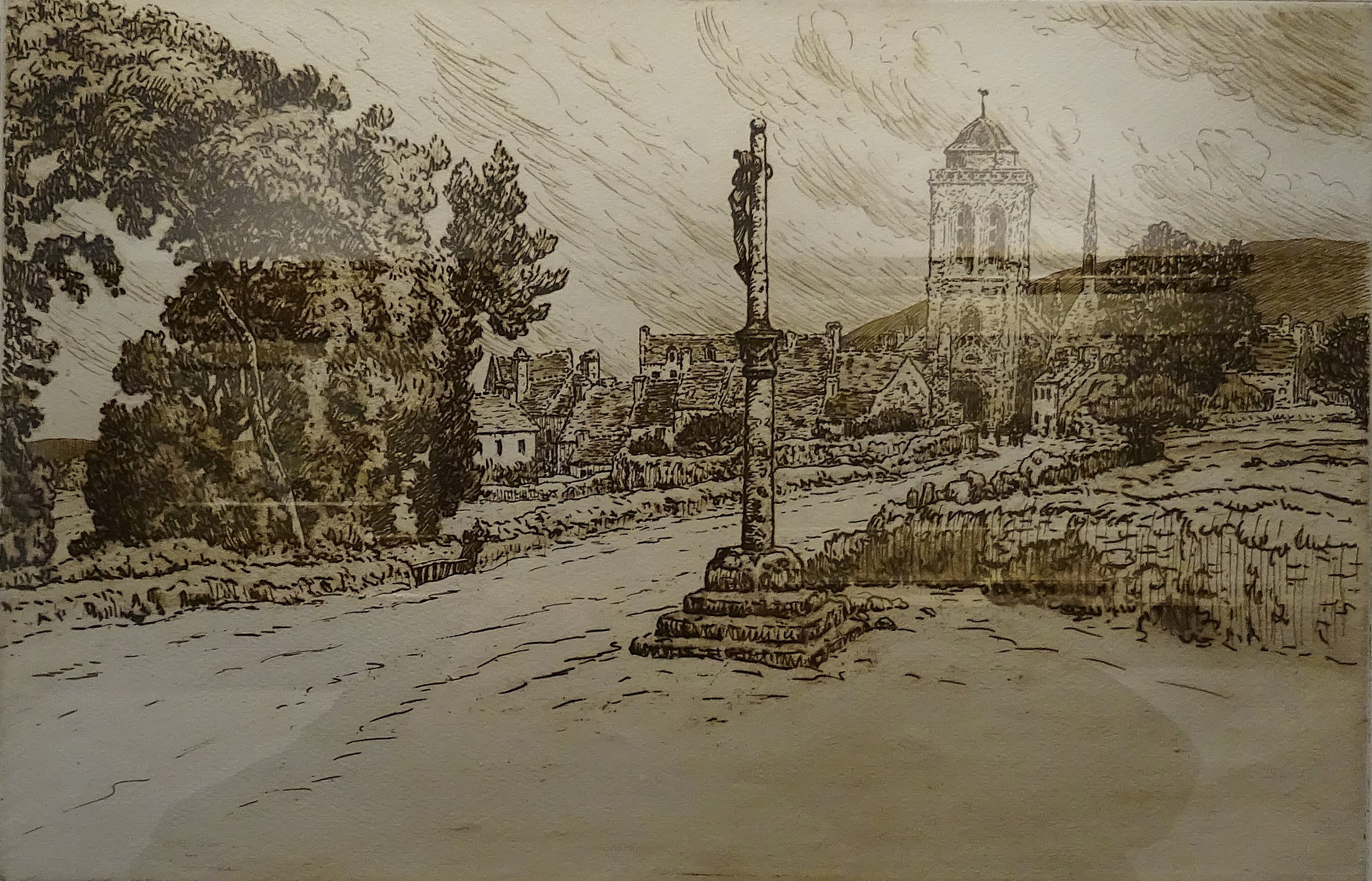
Henri Rivière : Entrée de Locronan (1913, eau-forte sur papier vergé).

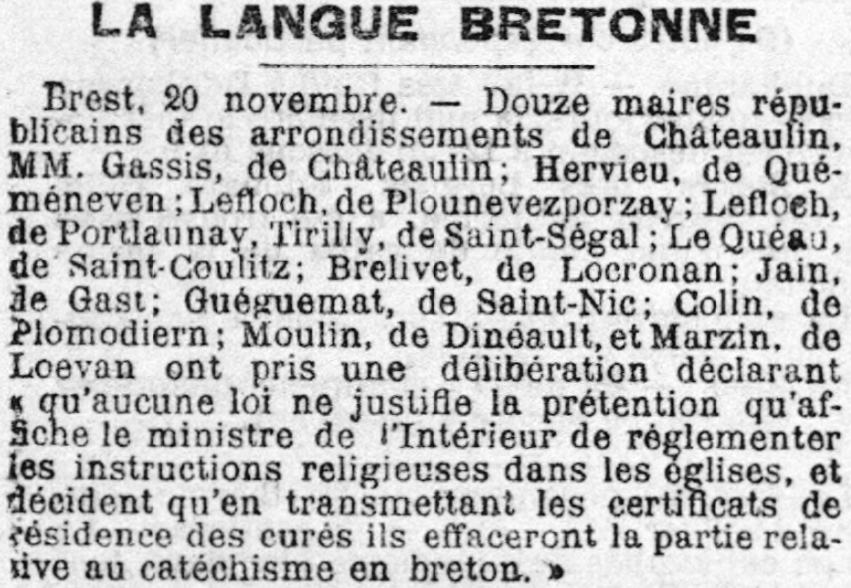
Protestation de 12 maires de l'arrondissement de Châteaulin (dont le maire de Locronan) qui déclarent refuser d'indiquer sur les certificats de résidence des curés s'ils utilisent la langue bretonne lors de l'instruction religieuse (catéchisme, sermons).

Le service télégraphique ouvre en 1904.
Par arrêté préfectoral du 31 juillet 1904, l'école des filles de Locronan fut laïcisée en vertu de la loi sur les congrégations.
Une Gorsedd s'est tenu à Locronan le 6 août 1912 sous la présidence d'Yves Berthou (grand druide sous le nom de Kaledvoulc'h) et en présence de nombreux bardes dont Jaffrennou (Taldir). Le choix de Locronan était évidemment symbolique.

#### Les morts de Locronan pendant les guerres duXXesiècle
Soixante-douze soldats de Locronan sont morts pour la France dont 48 pendant la Première Guerre mondiale (ce qui représente 7,3 % de la population totale de 1911), 17 pendant la Seconde Guerre mondiale et 7 pendant les autres conflits du XXe siècle.

#### L'entre-deux-guerres
Le 8 janvier 1929, Locronan reçoit par décret une partie du territoire de la commune de Plonévez-Porzay. La superficie de Locronan passe de 330 à 808 hectares.

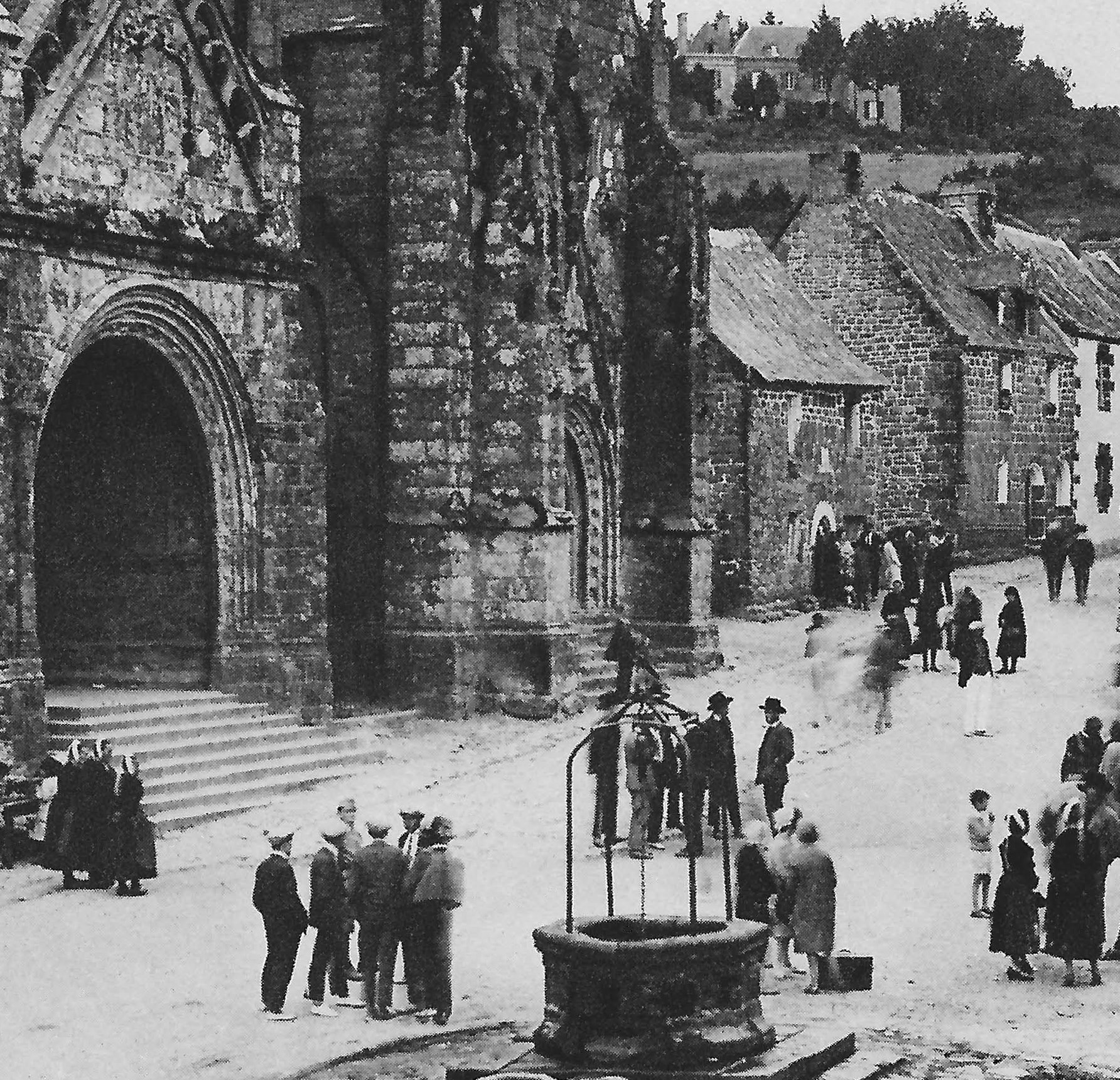
Immeuble PA00090081, place de l'Église, cad. I 104, 105
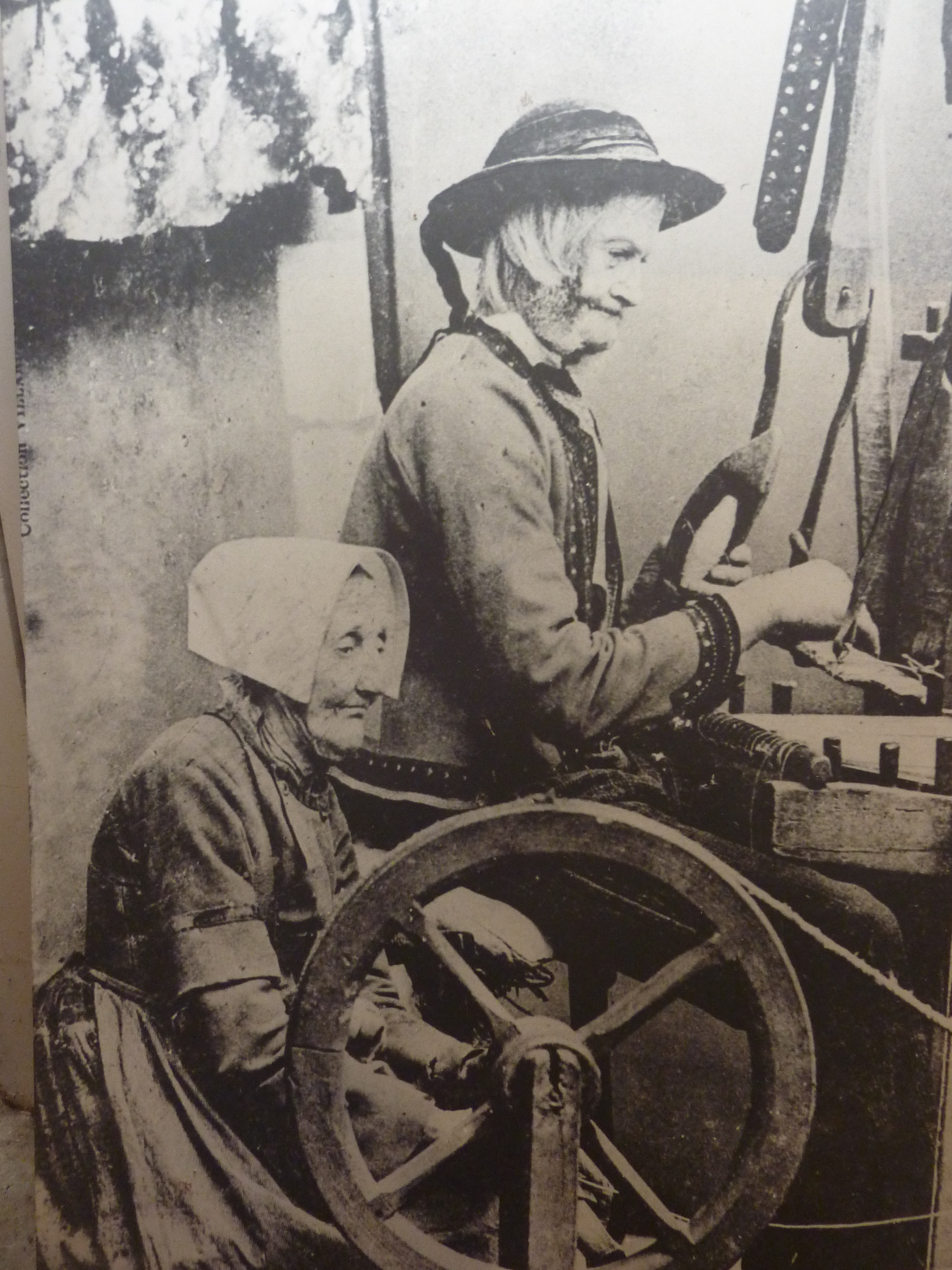
Tisserands de Locronan, carte postale, collection Villard.
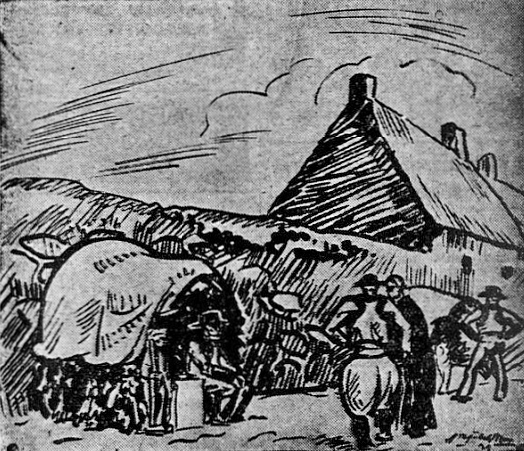
Une chapelle de piété lors de la Grande Troménie de 1929 (dessin publié dans le journal L'Ouest-Éclair du 4 août 1929).

#### L'après Seconde Guerre mondiale
Touristiquement, Locronan joue la carte de l'image du passé : processions, dont ses Troménies, artisanat d'art, bois et tissus, autour d'une place de la Renaissance.

### LeXXIesiècle

#### La vente du manoir de Kerguénolé
La mise en vente en 2012 du manoir de Kerguénolé, qui fut la résidence de Charles Daniélou, et avait été acquis par la commune en 1985, a suscité des protestations, notamment de la part de Guillaume Dagorn, ancien maire de Locronan. Jean-Luc Engelmann, alors maire, lui répond qu'après  sa rénovation, les quatre années de mise à disposition des associations ont montré que sa surface utile était trop petite, qu'il était excentré du bourg et difficile d'accès pour les personnes âgées, avec impossibilité d'utilisation des étages pour le public, un coût du chauffage élevé, et surtout qu'associations et habitants disposaient désormais de la salle Ti Lokorn, qui vient d'être construite.

#### L'essor de la fréquentation touristique
Un nouvel Office du tourisme a été inauguré le 7 avril 2023 et il enregistre une fréquentation croissante, passant en moyenne de 800 à 2 000 passages de touristes par mois. « En pleine saison, il y a tellement de monde que je ne vois pas le mur à trois mètres de la boutique » déclare une commerçante. Allemands, Anglais, Français, .. font la queue l'été d'avant les restaurants et les crêperies. Le tourisme est une manne financière.
Cet essor touristique a été amplifié par les labels obtenus (Petite cité de caractère, Les plus beaux villages de France) et par le succès croissant de son marché de Noël et de ses illuminations qui existent depuis 2014. Le village, qui compte 800 habitants, attire plus de 100 000 visiteurs pendant la période des fêtes de fin d'année.; 8 km de guirlandes sont installées. « C'est d'une beauté à nul autre pareil » déclare le maire Antoine Gabriele qui, venant d'être élu maire, eut l'idée de ces illuminations.
L'artisanat, important par le passé (le sculpteur Job fut l'artisan d'art le plus connu à Locronan jusqu'à sa mort en 1981), notamment l'artisanat d'art, renaît. Depuis 1914, il n'y avait plus d'artisans du lin à Locronan. Près d'un siècle plus tard, en 2009, Hervé Le Bihan, jeune quadragénaire du village, a repris le métier à tisser.[pertinence contestée]

#### La crise municipale de 2023-2024
Au début de 2023 un bulletin satirique Informations de Glock Ronan qui critique des projets de la municipalité, principalement le projet de lotissement Impasse de la Montagne ; le maire, Antoine Gabriele, répond vivement à ses détracteurs dans le Bulletin municipal et de nombreux échanges polémiques opposent le maire et ses opposants pendant toute l'année 2023.
En janvier 2024 sept conseillers municipaux démissionnent, reprochant notamment au maire Antoine Gabriele une gestion trop autoritaire de la commune, le projet immobilier sur les flancs de la Montagne de Locronan et son utilisation polémique du Bulletin municipal, ce qui rend nécessaire une élection complémentaire car plus du tiers d'un conseil municipal de 15 membres ont démissionné.
Le 7 avril 2024 une liste de sept candidats, soutenue par le maire et seule en lice, est proclamée élue dès le premier tour de scrutin, 
Les candidats ayant obtenu entre 163 et 150 voix sur 777 électeurs inscrits, soit certes la majorité absolue des suffrages exprimés, mais pas le quart des électeurs inscrits. Le Conseil d'État annule l'élection en novembre 2024 ; il faut procéder à une nouvelle élection municipale complémentaire, organisée en janvier 2025, qui aboutit à l'élection dès le premier tour des sept candidats d'une liste d'opposition au maire et le premier conseil  municipal tenu avec sa nouvelle composition le 31 janvier 2025 se déroule à couteaux tirés, les opposants reprochant notamment au maire de trop privilégier le tourisme de masse au détriment de la vie locale, le maire arguant qu'à Locronan, grâce à la fréquentation touristique, le commerce est florissant et que les recettes qu'il induit permettent d'enjoliver le village sans augmenter les impôts locaux.

### Les Troménies

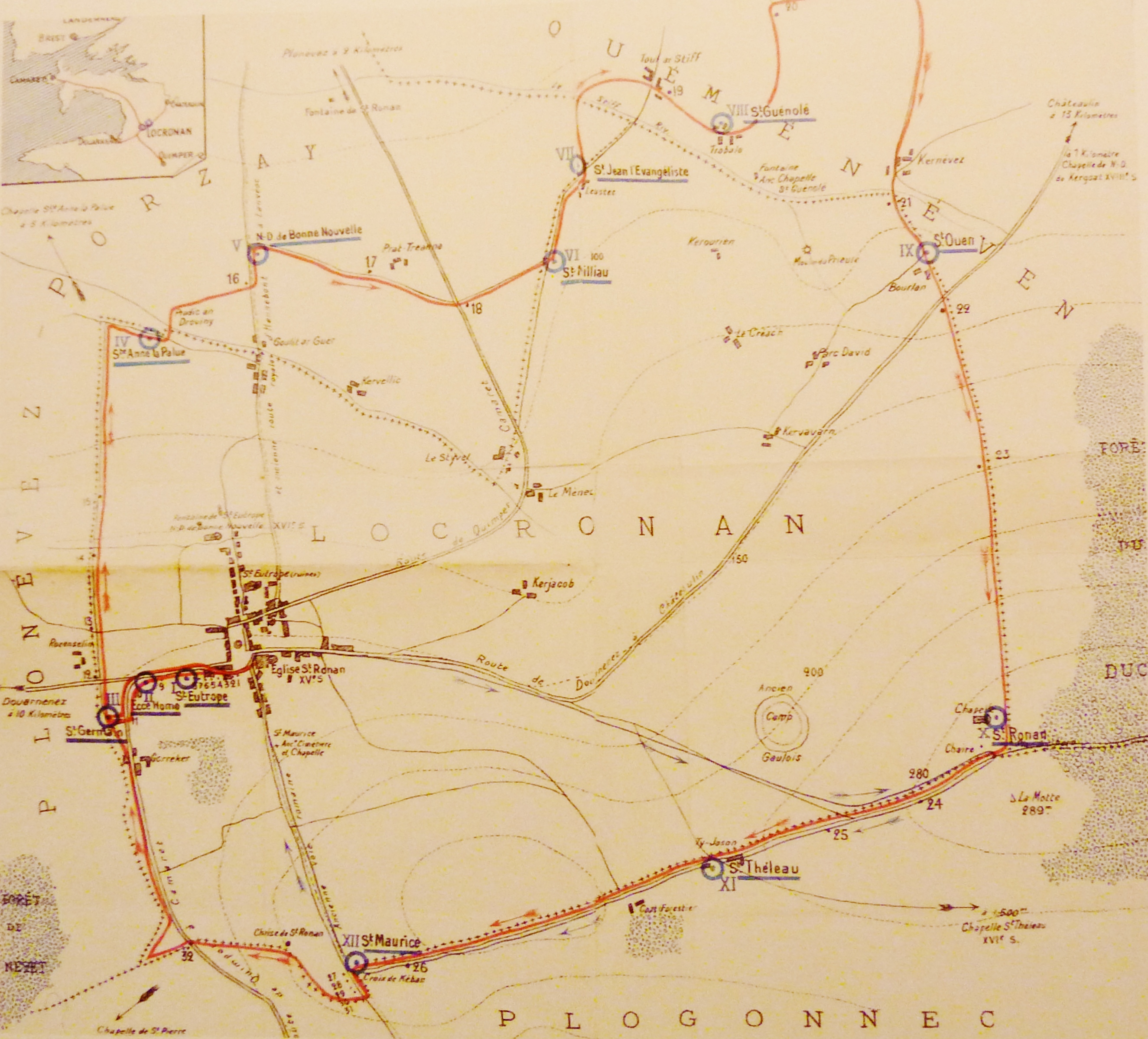
Carte du parcours de la Troménie de Locronan datant de 1923 (par l'abbé Ronan Guéguen).

Locronan est célèbre pour ses troménies : la Grande Troménie, une procession se déroulant autour des limites d'un ancien espace sacral, devenu un minihi (Tro minihi, devenu « Troménie »), tous les six ans. Entre deux grandes Troménies se déroule annuellement la petite Troménie, le 2e dimanche de juillet.

## Politique et administration

### Liste des maires

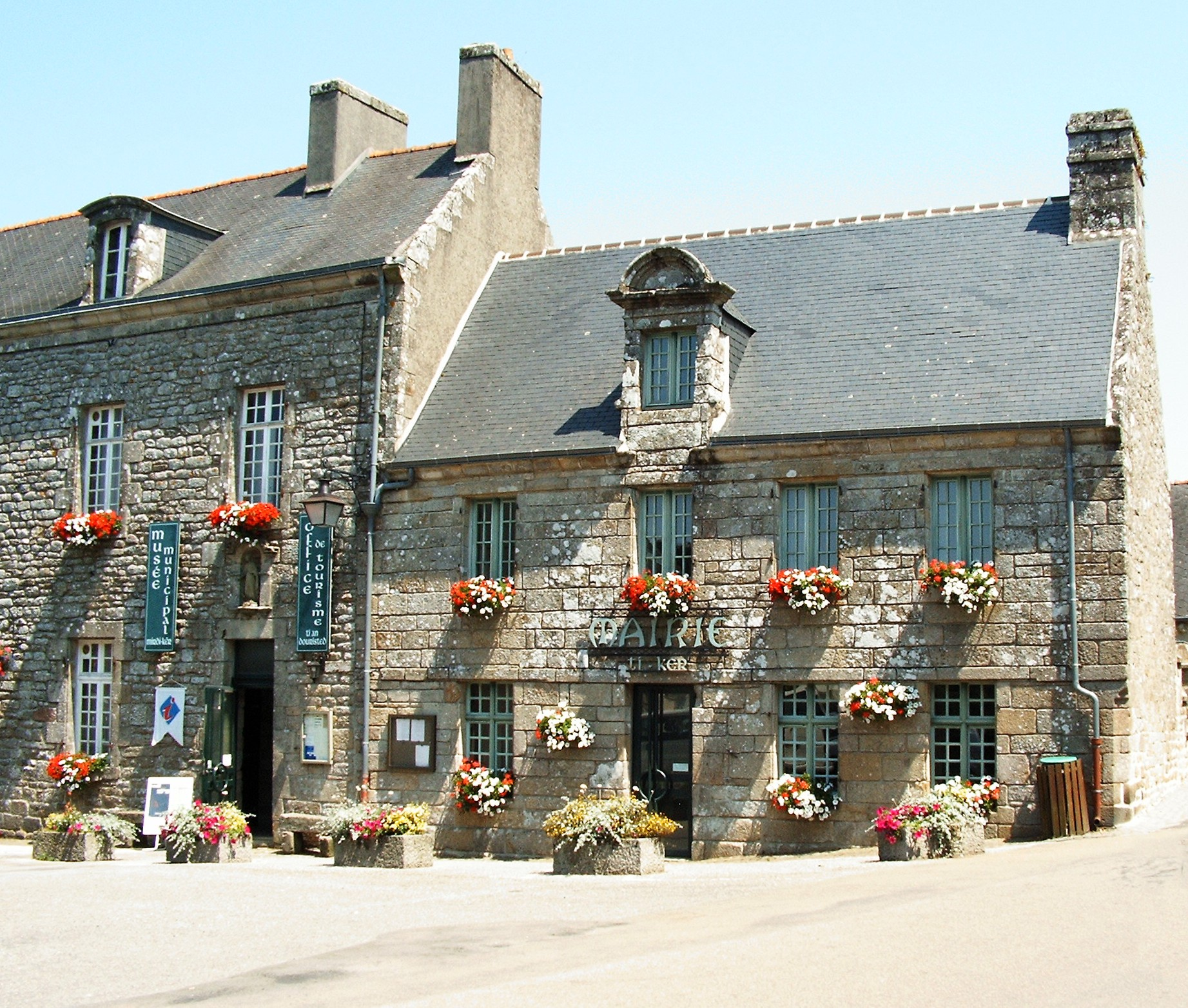
La mairie et le musée.

| Période                                  | Période  | Identité                 | Étiquette | Qualité                                                                      |
| ---------------------------------------- | -------- | ------------------------ | --------- | ---------------------------------------------------------------------------- |
| 1790                                     | 1791     | Mathieu Le Houarner      |           | Officier public. Recteur de Locronan.                                        |
| 1791                                     | 1793     | Germain de Leissègues    |           | Avocat.                                                                      |
| 1793                                     | 1793     | Mathias Kervern          |           | Greffier du Juge de paix.                                                    |
| avant 1798                               | 1799     | Guy Bernard              |           | Instituteur.                                                                 |
| 1799                                     | 1800     | Germain de Leissègues    |           | Déjà maire entre 1791 et 1793.                                               |
| 1800                                     | 1804     | Guy Bernard              |           | Déjà maire en 1799-1800.                                                     |
| 1804                                     | 1813     | Jean Daniélou            |           | Marchand.                                                                    |
| 1813                                     | 1832     | Alain Kernaleguen (père) |           | Aubergiste.                                                                  |
| 1832                                     | 1841     | Jean Felep               |           | Négociant.                                                                   |
| 1841                                     | 1845     | Louis Fournier de Pescay |           | Colonel retraité. Officier de la Légion d'honneur. Chevalier de Saint-Louis. |
| 1845                                     | 1847     | Alain Kernaléguen (fils) |           | Aubergiste. Fils d'Alain Kernaléguen, maire entre 1813 et 1832.              |
| 1847                                     | 1848     | Charles Marie Boyé       |           | Médecin.                                                                     |
| 1849                                     | 1851     | François Sauveur         |           | Cultivateur à Kervavarn.                                                     |
| 1851                                     | 1854     | Benoît Morvan            |           | Boucher.                                                                     |
| 1854                                     | 1863     | Corentin Le Lons         |           | Boulanger.                                                                   |
| 1863                                     | 1864     | Guillaume Guéguen        |           | Marchand.                                                                    |
| 1864                                     | 1870     | Pierre Forestier         |           | Négociant en vins.                                                           |
| 1871                                     | 1876     | Hervé Le Hénaff          |           | Cultivateur et meunier au Moulin du Prieuré.                                 |
| 1876                                     | 1878     | François Lancien         |           | Boulanger.                                                                   |
| 1878                                     | 1888     | Gustave Royer            |           | Retraité chef d'escadron. Officier de la Légion d'honneur.                   |
| 1888                                     | 1889     | Yves Guéguen             |           | Cultivateur.                                                                 |
| 1889                                     | 1911     | Alain Brélivet           |           | Commerçant (boucher).                                                        |
| 1912                                     | 1944     | Charles Daniélou         | AD        | Député, plusieurs fois ministre                                              |
| 1944                                     | 1947     | Guillaume Hémon          |           | Propriétaire agriculteur. Chevalier de la Légion d'honneur.                  |
| 1947                                     | 1965     | Jean Nicolas             |           | Boulanger.                                                                   |
| 1977                                     | 1989     | Guillaume Dagorn         |           |                                                                              |
| 1989                                     | 2008     | Marcel Ferec             | DVG       |                                                                              |
| 2008                                     | 2014     | Jean-Luc Engelmann       | DVD       |                                                                              |
| 2014                                     | En cours | Antoine Gabriele         | DVD       | Antiquaire                                                                   |
| Les données manquantes sont à compléter. |          |                          |           |                                                                              |

## Population et société

### Démographie

#### Évolution démographique
| 1793 | 1800 | 1806 | 1821 | 1831 | 1836 | 1841 | 1846 | 1851 |
| ---- | ---- | ---- | ---- | ---- | ---- | ---- | ---- | ---- |
| 768  | 691  | 691  | 664  | 797  | 805  | 773  | 865  | 832  |

| 1856 | 1861 | 1866 | 1872 | 1876 | 1881 | 1886 | 1891 | 1896 |
| ---- | ---- | ---- | ---- | ---- | ---- | ---- | ---- | ---- |
| 719  | 700  | 638  | 683  | 759  | 783  | 766  | 759  | 778  |

| 1901 | 1906 | 1911 | 1921 | 1926 | 1931 | 1936 | 1946 | 1954 |
| ---- | ---- | ---- | ---- | ---- | ---- | ---- | ---- | ---- |
| 733  | 720  | 716  | 760  | 749  | 924  | 872  | 794  | 777  |

| 1962 | 1968 | 1975 | 1982 | 1990 | 1999 | 2006 | 2008 | 2013 |
| ---- | ---- | ---- | ---- | ---- | ---- | ---- | ---- | ---- |
| 715  | 672  | 686  | 704  | 796  | 799  | 800  | 800  | 812  |

| 2018 | 2022 | - | - | - | - | - | - | - |
| ---- | ---- | - | - | - | - | - | - | - |
| 785  | 806  | - | - | - | - | - | - | - |

Commentaire : La population de Locronan est restée remarquablement stable au fil des deux derniers siècles, sa population de 2008 étant à peine supérieure à celle de 1793. Dans l'intervalle, les variations survenues sont infimes, l'écart de l'année où la population était la plus faible (638 habitants en 1866, un minimum secondaire étant observé en 1968 avec 672 habitants) et celle où elle fut la plus élevée (924 habitants en 1931) n'étant que de 286 habitants. Cette stagnation est en fait un net déclin relatif, car la population de la France a nettement augmenté pendant les deux derniers siècles. Le bourg rassemble traditionnellement la majeure partie des habitants de la commune (533 des 766 habitants en 1886). 20 % des habitants ont moins de 20 ans. La vocation touristique de la ville la transforme quelque peu en « ville-musée » ; des logements récents ont toutefois été construits à la périphérie (72 nouvelles résidences principales entre 1990 et 2004 sur un total de 342) mais 22,5 % des logements sont des résidences secondaires en 2007 (107 résidences secondaires pour 354 résidences principales).

#### Pyramide des âges
En 2022, le taux de personnes d'un âge inférieur à 30 ans s'élève à 25,4 %, soit en dessous de la moyenne départementale (35,9 %). À l'inverse, le taux de personnes d'âge supérieur à 60 ans est de 35,1 % la même année, alors qu'il est de 25,8 % au niveau départemental.
En 2022, la commune comptait 385 hommes pour 421 femmes, soit un taux de 52,23 % de femmes, supérieur au taux départemental (51,59 %).
Les pyramides des âges de la commune et du département s'établissent comme suit :
| Hommes | Classe d’âge | Femmes |
| ------ | ------------ | ------ |
| 0,5    | 90 ou +      | 1,1    |
| 8,0    | 75-89 ans    | 11,2   |
| 23,4   | 60-74 ans    | 26,0   |
| 23,1   | 45-59 ans    | 22,3   |
| 16,3   | 30-44 ans    | 17,1   |
| 13,5   | 15-29 ans    | 8,7    |
| 15,2   | 0-14 ans     | 13,7   |

| Hommes | Classe d’âge | Femmes |
| ------ | ------------ | ------ |
| 0,7    | 90 ou +      | 2,2    |
| 7,8    | 75-89 ans    | 11,5   |
| 19,2   | 60-74 ans    | 20,1   |
| 20,8   | 45-59 ans    | 19,7   |
| 17,7   | 30-44 ans    | 16,6   |
| 17,1   | 15-29 ans    | 14,7   |
| 16,8   | 0-14 ans     | 15,2   |

### Manifestations culturelles et festivités
- Le Festival international du film de Bretagne a lieu chaque été pendant dix jours. Des réalisateurs du monde entier viennent à Locronan pour présenter leur film en avant-première[98].
- La tradition de l'arbre de mai de Locronan, célébrant au mois de mai l'arrivée des beaux jours, est inscrite à l'Inventaire du patrimoine culturel immatériel en France[99].

## Économie

### Revenus de la population et fiscalité
En 2021, la commune compte 396 ménages fiscaux, regroupant 843 personnes.
Le revenu fiscal médian par ménage de la commune est de 24 240 €, supérieur à celui du département du Pas-de-Calais (20 720 €) et supérieur à celui de la France métropolitaine (23 080 €),,.

## Culture locale et patrimoine

### Lieux et monuments
- Le camp des Salles, ancien camp carolingien, entouré de triples remparts, désigné sous le nom Goarem-ar-Salud[100].
- L'église Saint-Ronan, XVe siècle, classée au titre des monuments historiques[101] et sa chapelle du Pénity où se trouve le tombeau de saint Ronan[29].
- La place de l'église avec son puits[102] à margelle, détruit en 1932 par un car[103], mais reconstruit depuis.
- La chapelle Notre-Dame-de-Bonne-Nouvelle (XVe, XVIe et XVIIIe siècles), classée monument historique[104], dédiée à saint Eutrope. Les vitraux ont été réalisés en 1985 d'après des dessins du peintre Alfred Manessier. La chapelle abrite aussi de nombreuses statues en pierre dont celles de la Vierge-Mère, de la Sainte-Trinité et une Descente de Croix. À proximité, le calvaire et la fontaine, offerte par un marchand toilier dénommé Conan, datent de 1698.
- Les immeubles de la place de l'église protégés au titre des monuments historiques[105] et datant des XVIIe et XVIIIe siècles, aux façades de granite gris bleuté.
- L'hôtel Gauthier[106].

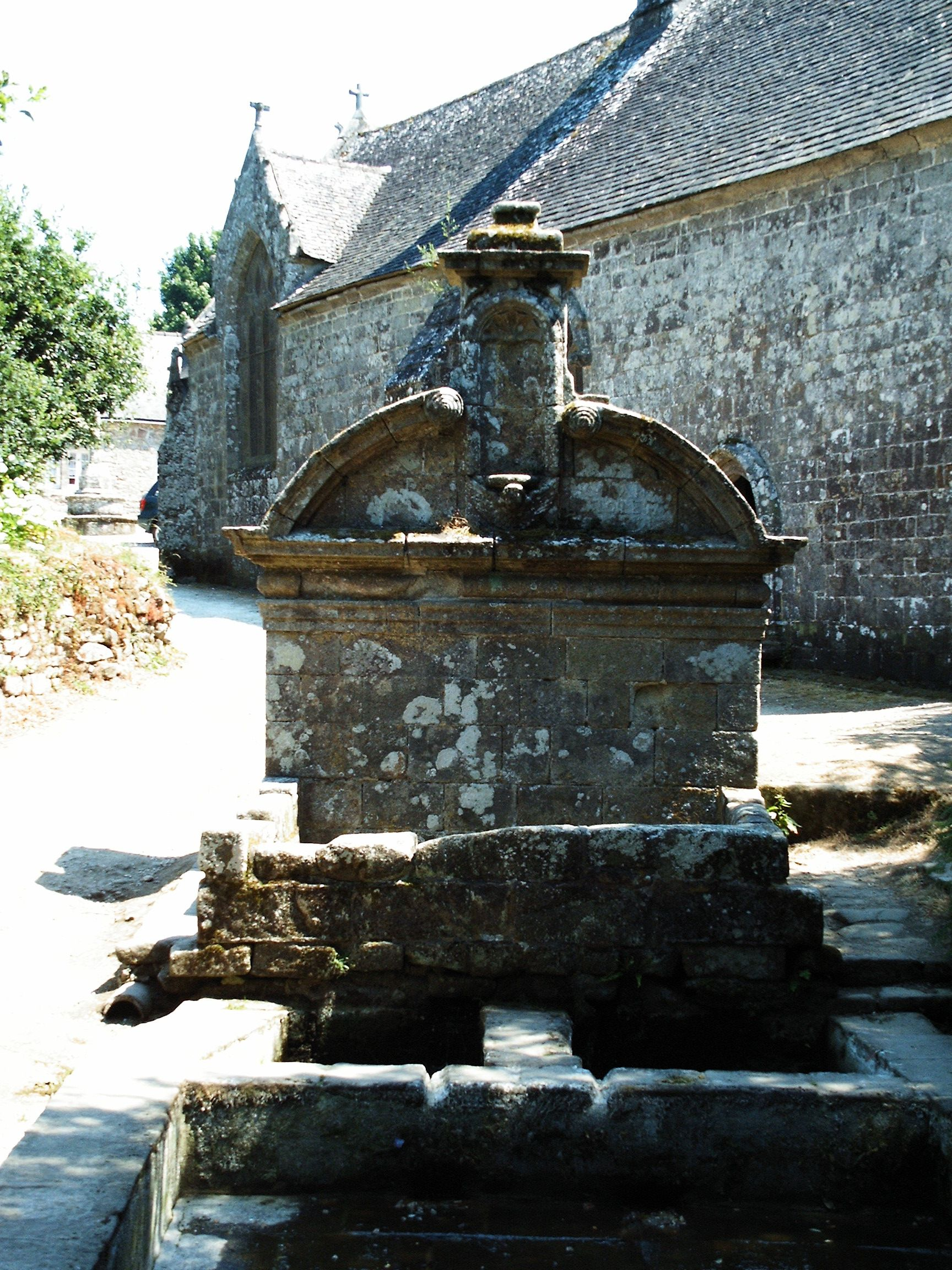
La fontaine Saint-Eutrope devant la chapelle Notre-Dame-de-Bonne-Nouvelle.
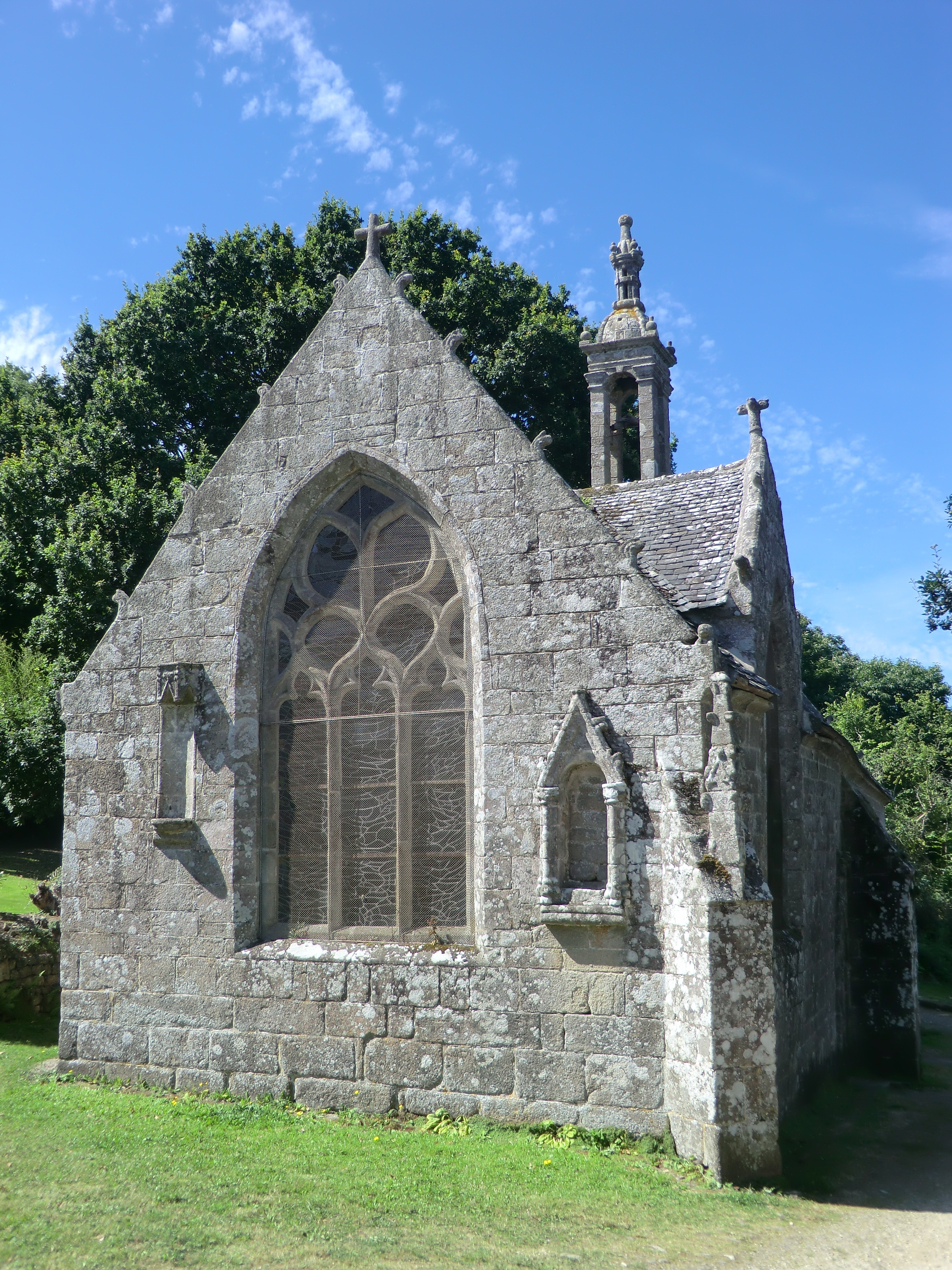
Chapelle Notre-Dame de Bonne Nouvelle.
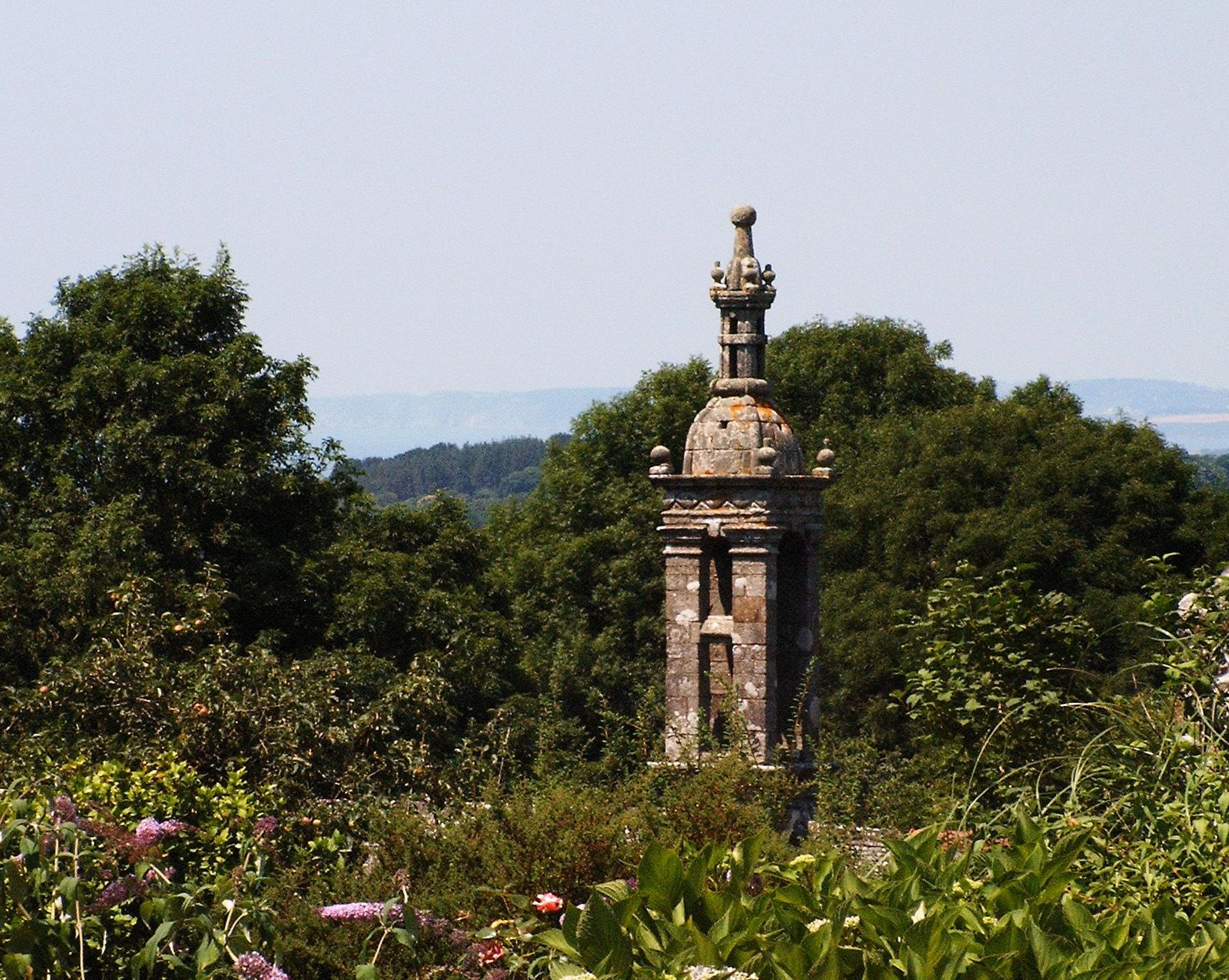
Clocheton de la chapelle Notre-Dame-de-Bonne-Nouvelle.

- Les vestiges de la chapelle Saint-Maurice, dont il subsiste notamment une croix et un fût de calvaire, bordant l'actuelle Rue Saint-Maurice[107]. Vendue comme bien national, cette chapelle fut ruinée au cours de la première moitié du XIXe siècle. Elle jouxtait un cimetière, ou « champ de foire », aujourd'hui prairie au sud des vestiges[108]. Un bénitier de cimetière a été découvert dans le talus de ce « Vieux-Cimetière » par Sylvain Pré, habitant du village, en 2020. Ce bénitier, aujourd'hui exposé au Musée d'art Charles Daniélou, daterait de l'époque moderne et porte des armoiries non identifiées (trois poissons posées en fasces, contournées à senestre)[109].
- Le musée d'Art et d'Histoire, créé en 1934, présente les grands moments de l'histoire de Locronan au rez-de-chaussée et une centaine de tableaux et dessins représentant le Finistère au premier étage, ainsi que des faïences de Quimper[110]. A l'occasion d'une réorganisation, le musée est baptisé « Musée d'art Charles Daniélou » le 22 février 2022, en hommage à celui qui fut maire de Locronan de 1912 à 1945[111].

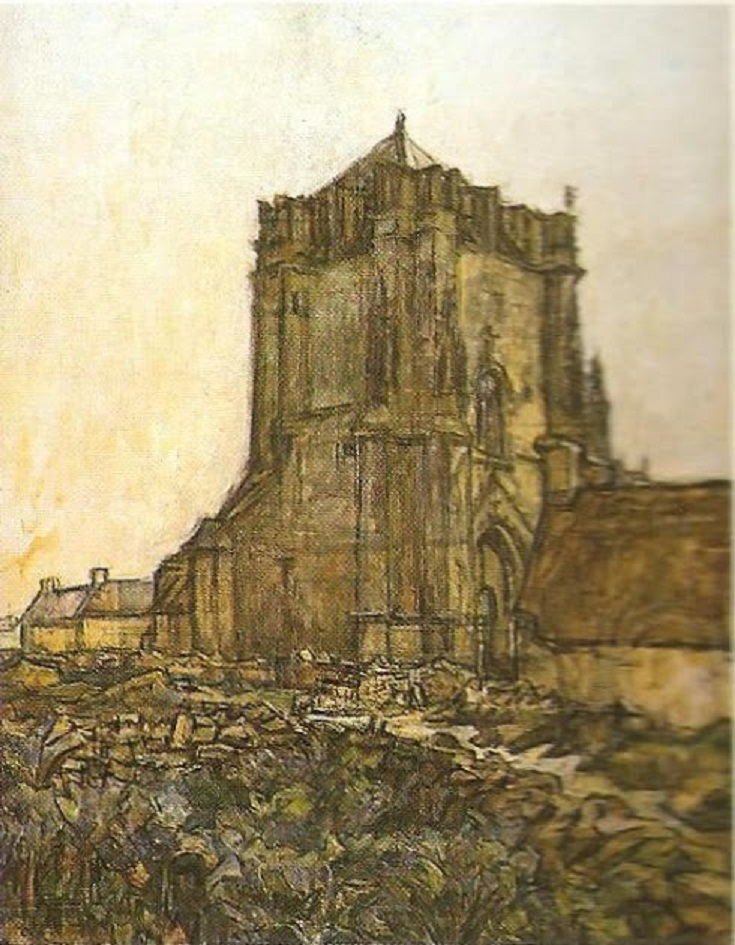
Germain David-Nillet, La Tour de Penmarc'h [à Saint-Guénolé (Penmarc'h)], huile sur toile, musée d'Art et d'Histoire de Locronan.
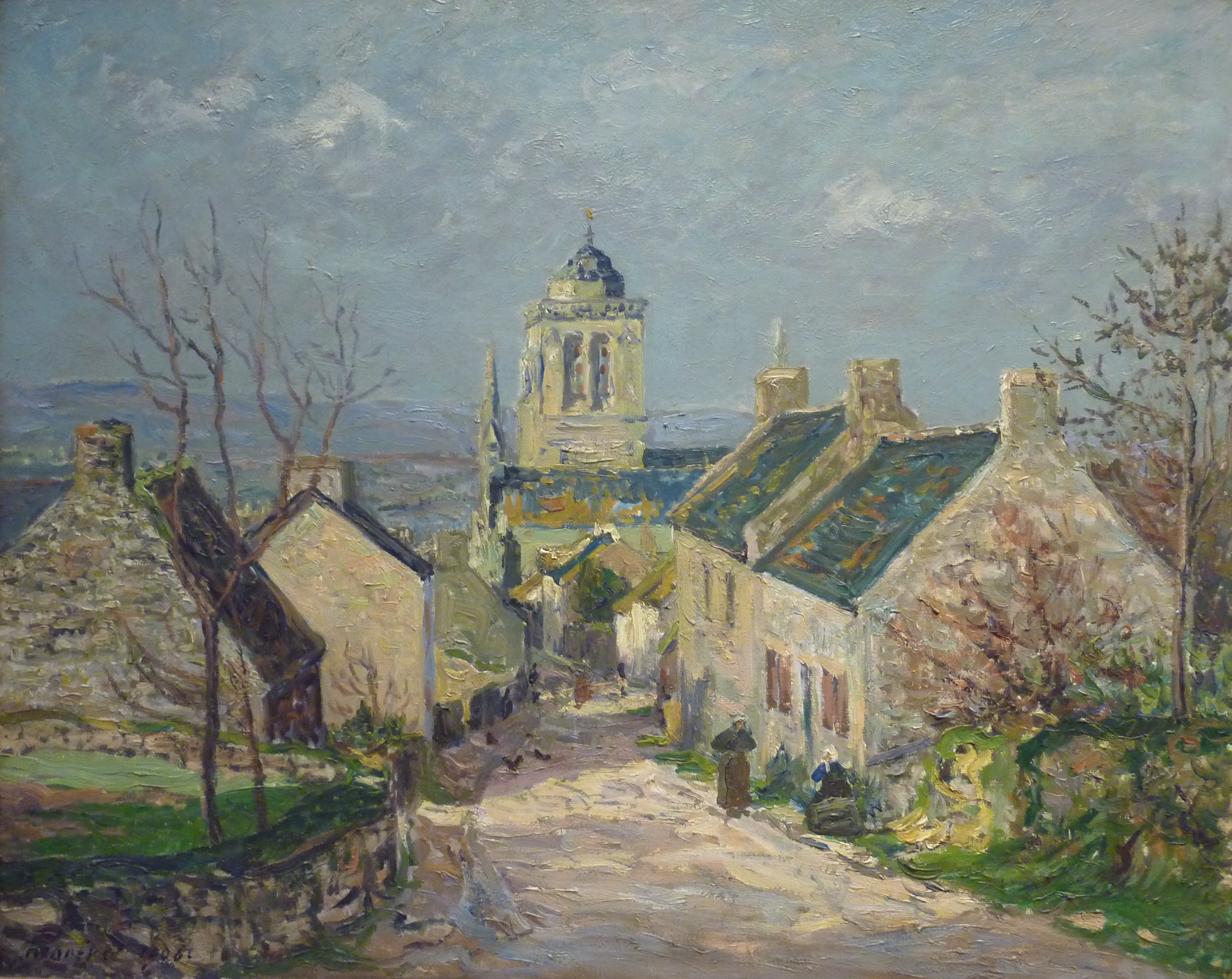
Maxime Maufra, La Rue descendante à Locronan (1906), huile sur toile, musée des Beaux-Arts de Quimper.

- La montagne de Locronan (Menez Lokorn), est un site classé par décret du 20 novembre 2007 en raison de la « qualité du site », de la « vue exceptionnelle », de « la vitalité de la légende de saint Ronan » et de « l'intérêt historique incontestable de la tradition séculaire de la Troménie »[112].
- La chapelle actuelle Ar Zonj (chapelle du Souvenir) située près de son sommet date de 1977 ; cette chapelle basse a remplacé une chapelle plus haute, mais trop exposée au vent et à la foudre, édifiée en 1911[113].
- Le moulin du Prieuré, situé au confluent du Stiff et de l'Apic, est équipé de deux pirouettes faisant tourner des roues horizontales[114].

### Patrimoine culturel

#### Cinéma et télévision

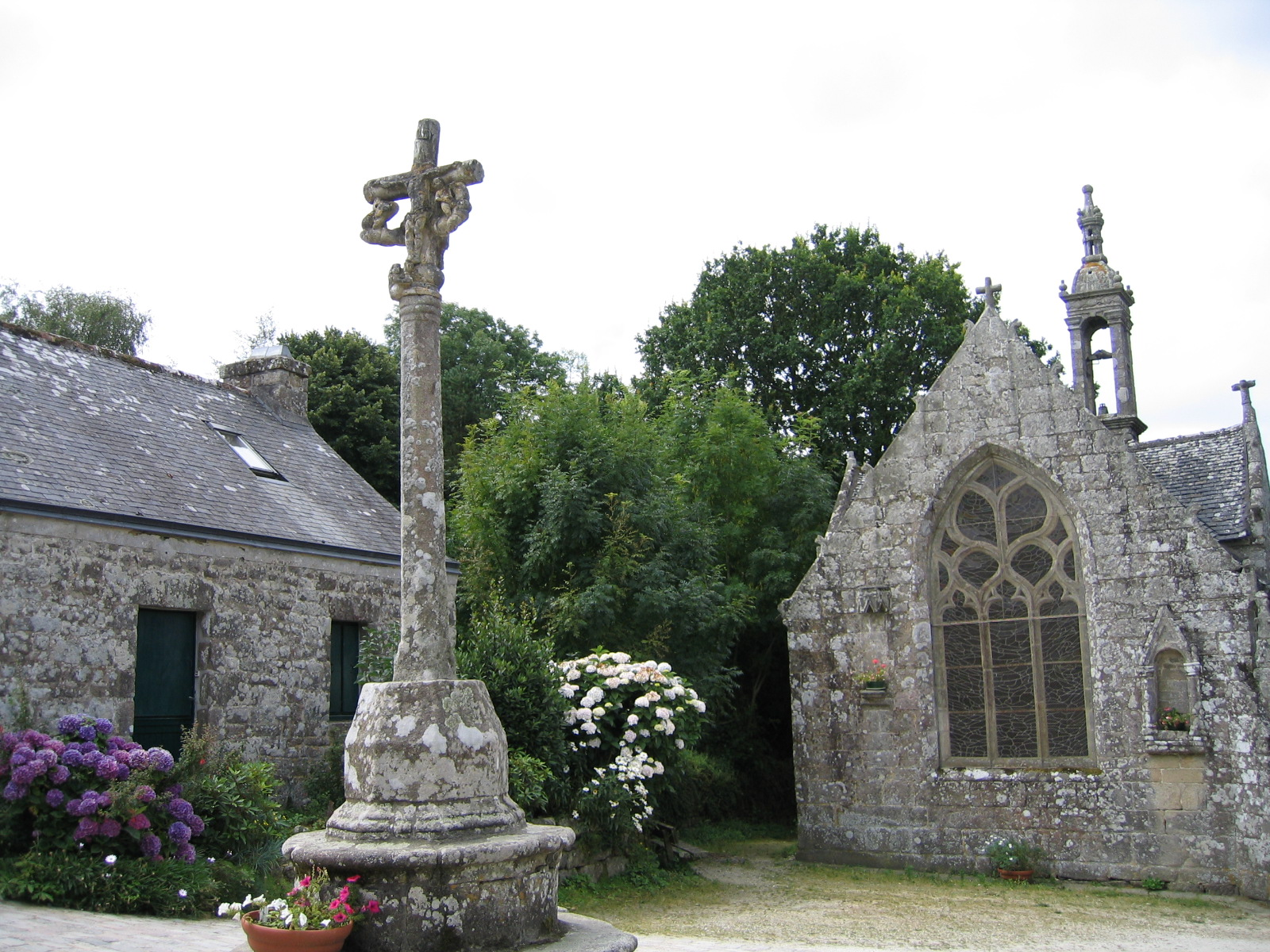
Chapelle et croix visibles dans le film Un long dimanche de fiançailles.

Locronan offre la particularité d'avoir la totalité de ses réseaux électrique et téléphonique enterrés depuis le tournage du film Tess, réalisé par Roman Polanski et sorti en 1979. L'homogénéité des constructions dans la partie classée du village en fait un lieu de tournage idéal, notamment de films historiques.

##### Longs-métrages
Depuis le tournage du premier film, en 1921, la ville a servi de décors pour plus de 26 œuvres dont :
- 1921 : Vingt Ans après d'Henri Diamant-Berger
- 1950 : Dieu a besoin des hommes de Jean Delannoy
- 1960 : Le Voyage en ballon d'Albert Lamorisse
- 1970 : Qui de Léonard Keigel
- 1973 : Au bois dormant de Pierre Badel
- 1974 : Vos gueules, les mouettes ! de Robert Dhéry
- 1977 : L'ancre de miséricorde de Bernard d'Abrigeon
- 1979 : Chère inconnue de Moshe Mizrahi
- 1979 : Tess de Roman Polanski
- 1981 : Rends-moi la clé de Gérard Pirès
- 1988 : Chouans ! de Philippe de Broca
- 1987 : Le radeau de la Méduse d'Iradj Azimi
- 1998 : Le monde à l'envers de Rolando Colla
- 2004 : Un long dimanche de fiançailles de Jean-Pierre Jeunet
- 2010 : Livide de Julien Maury
- 2023 : Le Temps d'aimer de Katell Quillévéré

##### Téléfilms
- 1969 : D'Artagnan de Claude Barma (4 longs-métrages de 1 h 30)
- 1980 : Blanc, bleu, rouge de Yannick Andréi (feuilleton télévisé franco-allemand en 6 épisodes)
- 1981 : Les Dames à la licorne de Lazare Iglesis
- 1996 : Pêcheur d'Islande de Daniel Vigne

##### Séries télévisées
- 1965 : L'Île au Trésor de Jacques Bourdon (série télévisée de 13 épisodes)
- 1969 : La femme en blanc de Pierre Gautherin (série télévisée de 13 épisodes)
- 1973 : La vie de Paul Gauguin de Roger Pigaut (série télévisée de 7 épisodes)
- 1980 : Silas de Sigi Rothemund (série télévisée de 7 épisodes)
- 1986 : Compagnons du Nouveau Monde de Gabriel Axel
- 2011 : L'Épervier de Stéphane Clavier[116],[117].

##### Émission de télévision
Lors de l'édition 2013 du Village préféré des Français diffusé sur France 2, la ville est classée 2e sur 22.

##### Jeu Vidéo
Locronan apparait dans l'introduction du jeu officiel de la Coupe du Monde 1998.

#### Œuvres littéraires
- Anatole Le Braz : La Troménie de saint Ronan, le pardon de la montagne[120].
- La légende de saint Ronan (en vers)[121].
- Ernest Capendu : Le marquis de Loc-Ronan par Ernest Capendu, A. Degorce-Cadot[122].
- Ernest Capendu : Marcof le Malouin[123], roman d'Ernest Capendu, évoque aussi à plusieurs reprises Locronan.
- Jules Breton a évoqué Locronan dans plusieurs de ses poèmes[124].
- Alphonse de Châteaubriant : Locronan, Cahiers libres, 1928.
- Nathalie de Broc : La sorcière de Locronan, Presses de la Cité, 2009.
- Édouard Brasey : Les Pardons de Locronan, roman, Calmann-Lévy, 2013.

#### Les vies de saint Ronan
- La Vie de saint Ronan par Albert Le Grand, 1636 sur Wikisource.
- La légende de saint Ronan par Hersart de La Villemarqué, 1839 sur Wikisource.

#### Œuvres artistiques

##### Peinture

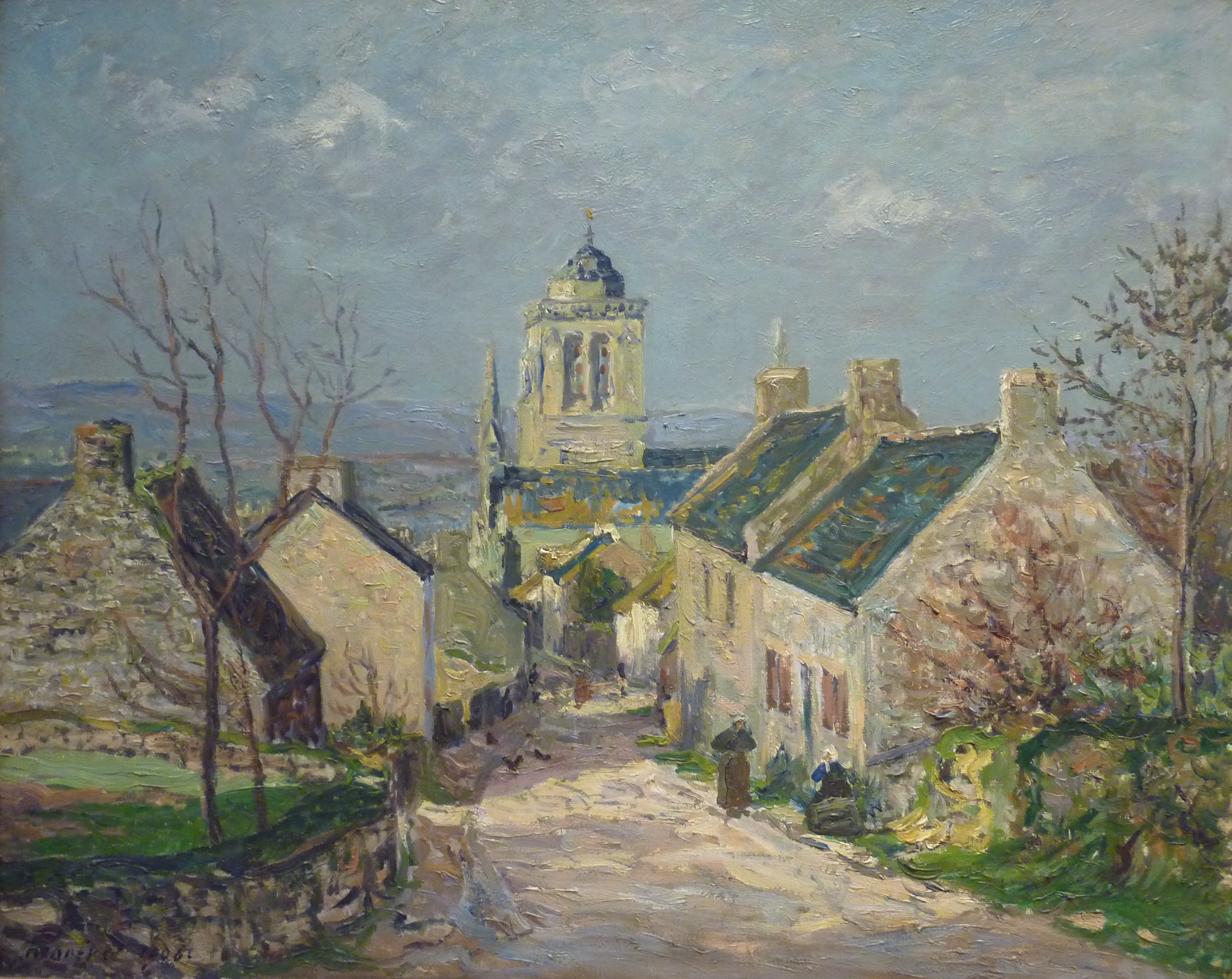
Maxime Maufra : La rue descendante à Locronan (1906, musée des Beaux-Arts de Quimper).

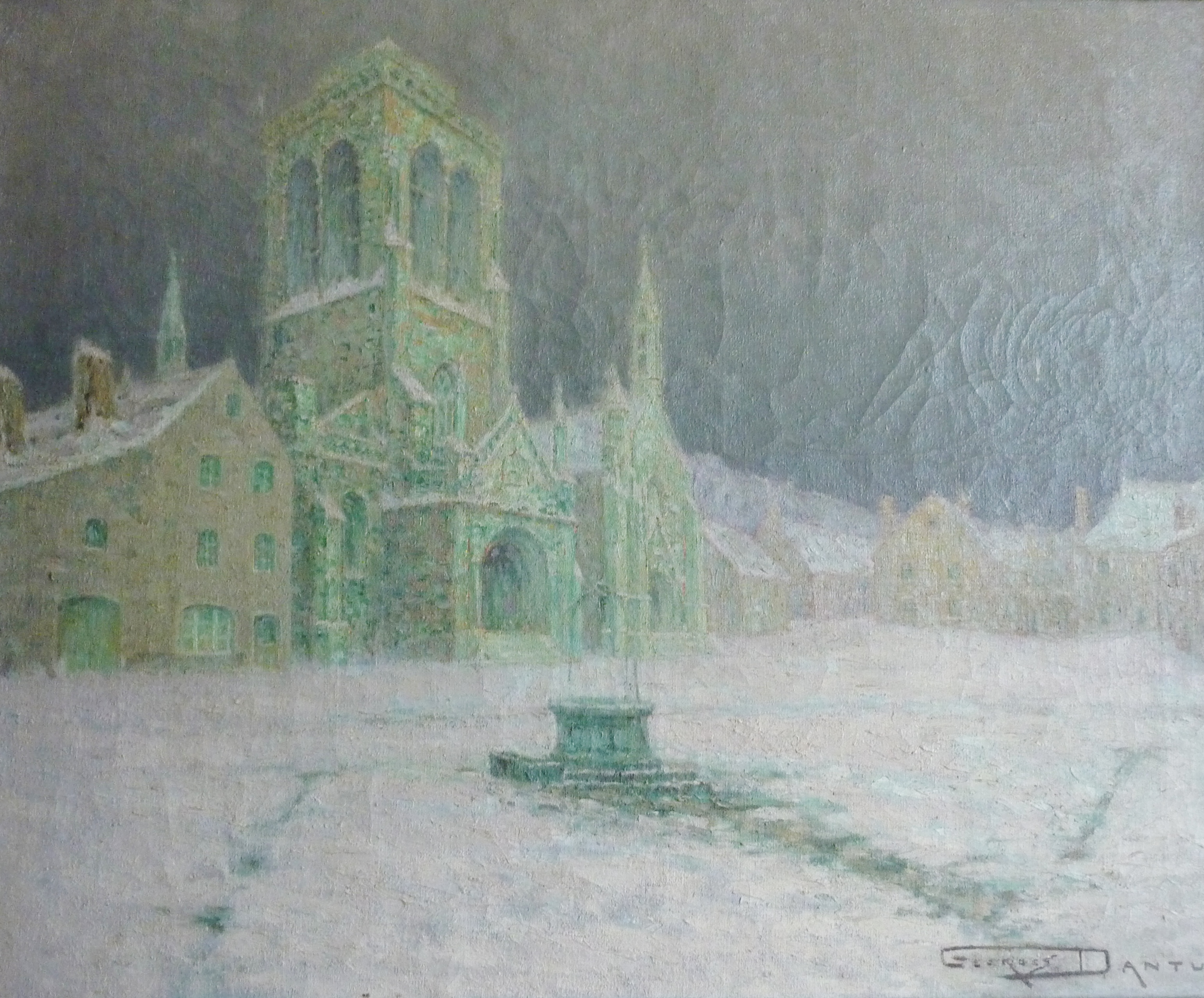
Georges Dantu, Locronan sous la neige vers 1934, musée d'Art et d'Histoire de Locronan.

De nombreux peintres ont représenté Locronan. Certains tableaux sont visibles au musée d'Art et d'Histoire de Locronan et plus particulièrement la Grande Troménie :
- Maxime Maufra : La rue descendante à Locronan (1906, musée des Beaux-Arts de Quimper) ;
- Louis-Marie Désiré-Lucas : Le village de Locronan, 1re moitié XXe siècle, huile sur toile, Péronne, musée Alfred-Danicourt ;
- Jean-Charles Duval, Paysage de Locronan, 1re moitié XXe siècle, huile sur toile, Rennes, musée des Beaux-Arts ;
- Jacques Francki : Locronan, Finistère, XXe siècle, huile sur toile, L'Isle-Adam, musée d'Art et d'Histoire Louis-Senlecq ;
- Émile Simon, Locronan, le village de granit, 1934, huile sur toile, 38,5 × 55,5 cm, musée d'Art et d'Histoire de Locronan ;
- Louis-Marie Désiré-Lucas, Locronan, huile sur toile, 81 × 100 cm, musée d'Art et d'Histoire de Locronan ;
- Henry Cheffer, Vue générale de Locronan, aquarelle, L'Illustration, octobre 1928 ;
- Henry Cheffer, La Sortie de la messe, aquarelle, L'Illustration, octobre 1928 ;
- Albert Peters-Destéract, six eaux-fortes représentant le Pardon de la Montagne, publiées en 1912 pour illustrer le livre Au pays des pardons d'Anatole Le Braz (Bibliothèque de l'abbaye Saint-Guénolé de Landévennec ;
- Georges Dantu, Locronan sous la neige vers 1934, musée d'Art et d'Histoire de Locronan ;
- Marcel Laurent, Ramasseurs de goémon à Saint-Guénolé, 1927, huile sur toile, musée d'Art et d'Histoire de Locronan ;
- Yvonne Jean-Haffen :
  - Automobile dans Locronan (esquisse), Dinan, maison d'artiste de la Grande Vigne, 3e quart XXe siècle, dessin[127],
  - Devant la châsse de saint Ronan (Dinan ; maison d'artiste de la Grande Vigne), dessin 2e quart XXe siècle[128],
  - Église de Locronan (esquisse) (Dinan ; maison d'artiste de la Grande Vigne), dessin 2e quart XXe siècle[129],
  - Intérieur de l'église de Locronan, assemblée vue d'en haut (esquisse) (Dinan ; maison d'artiste de la Grande Vigne), dessin 2e quart XXe siècle[130],
  - La Place de Locronan (Dinan ; maison d'artiste de la Grande Vigne), dessin 2e quart XXe siècle[131],
  - Le Rocher de la jument, près de Locronan (Dinan ; maison d'artiste de la Grande Vigne), dessin 2e quart XXe siècle[132],
  - Locronan : fontaine Notre-Dame-de-Bonne-Nouvelle (Dinan ; maison d'artiste de la Grande Vigne), dessin 2e quart XXe siècle[133],
  - Locronan : visite au cimetière (Dinan ; maison d'artiste de la Grande Vigne), dessin 2e quart XXe siècle[134],
  - Locronan, vue générale (Dinan ; maison d'artiste de la Grande Vigne), dessin 2e quart XXe siècle[135] ;
- Mathurin Méheut, Procession de la grande troménie à Locronan, Lamballe, musée Mathurin Méheut.

#### Philatélie
- Un timbre-poste français de la série touristique, émis en 2002 (Yvert et Tellier 3499, 0,46 €), représente l'église Saint-Ronan et la chapelle du Pénity.

### Personnalités liées à Locronan
- René Guéguen de Kermorvan, né le 24 avril 1712, moine capucin sous le nom de Charles de Locronan à Quimperlé puis Vannes, fut pendant la Révolution française) incarcéré à Nantes, embarqué sur La Gloire et noyé dans la Loire le 16 novembre 1793[136].
- Jean-Marie de Leissègues de Rozaven, né à Locronan le 1er juillet 1732, successivement recteur de Châteaulin, Plouhinec et prieur-recteur de Plogonnec fut élu député du Clergé aux États généraux pour représenter le diocèse de Quimper. Il soutint les revendications du tiers état, puis prêta le serment de fidélité à la Constitution civile du clergé. il émigra le 2 juin 1792 à Jersey, puis en Allemagne et mourut en territoire autrichien vers la fin de l'année 1801[137].
- Jean Louis de Leissègues de Rosaven, né à Locronan le 10 mars 1772, fils de Guillaume Louis de Lessègues de Rozaven, procureur fiscal du prieuré de Locronan, parcourut l'Europe avant de devenir jésuite et de vivre en Russie[138].
- Louis Jacques Bégin (né le 22 novembre 1793 à Liège, mort le 14 avril 1859 à Locronan), chirurgien des armées napoléoniennes, puis président du conseil de santé des armées, vécut la fin de ses jours au manoir de Gorréquer et mourut à Locronan en 1859[139].
- Aimée de Coigny, duchesse de Fleury, (née le 12 octobre 1769 à Paris, décédée le 17 janvier 1820 à Paris), héroïne du poème d'André Chénier La jeune captive : sa grand-mère paternelle, Marie Thérèse Josèphe Corentine de Nevet, était originaire de la région de Locronan (née le 30 juin 1717 à Plonévez-Porzay).
- Charles Daniélou (né le 13 juillet 1878 à Douarnenez, mort en 1953), journaliste, député du Finistère de 1910 à 1914, puis de 1919 à 1936, ministre. Il fut à l'origine du classement de la cité de Locronan au titre des monuments historiques[138].
- Jean-Yves Coadou, né le 18 janvier 1819 à Locronan, prêtre des missions étrangères, parti pour les Indes en 1845, devint évêque de Crysopolis[Note 34], puis fut le premier évêque de Maïssour (Mysore). Il est mort le 14 septembre 1890 à Bangalore. Son frère Guillaume Coadour fut recteur [curé] de Locronan[140].
- Yves Tanguy (1900-1955), peintre surréaliste et ami de André Breton, des frères Prévert, de Dali… Sa famille était originaire de Locronan où il passait régulièrement ses vacances. Sa maison familiale était située rue Lann[138].
- Goulwena an Henaff (née en 1978), animatrice de télévision à France 3, actrice en langue bretonne.

### Héraldique
| Blason de Locronan | Blason  | De gueules à la force de tondeur ouvert en chevron d'argent accosté de deux navettes d'or. |
| Blason de Locronan | Détails | Les bobines et le compas rappellent que Locronan était une riche cité bâtie sur le filage et le tissage des voiles pour la marine. Il existe une variante avec en chef d'argent cinq mouchetures d'hermine de sable. Le statut officiel du blason reste à déterminer. |

## Pour approfondir